# Muhtasib

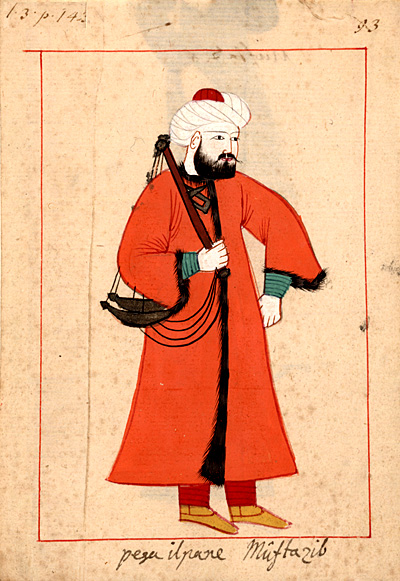
Darstellung eines osmanischen Muhtasibs im Kostümbuch von Claes Rålamb (1622‒98), das 1657/58 in Konstantinopel erworben wurde.

Ein Muhtasib (arabisch محتسب, DMG muḥtasib) ist nach dem islamischen Recht eine Person, die die Hisba ausübt, also der religiösen Pflicht zum Gebieten des Rechten und Verbieten des Verwerflichen nachkommt. In den meisten islamischen Staaten des Mittelalters und der Frühen Neuzeit war diese Aufgabe in Form eines öffentlichen Amtes (etwa das eines Marktvogtes) organisiert, das auch als Ihtisāb (iḥtisāb / احتساب) bezeichnet wurde. In Marokko, Pakistan und der indonesischen Provinz Aceh existiert dieses Amt in unterschiedlicher Ausprägung noch heute.
Die ersten Muhtasibs wurden im 8. Jahrhundert im Irak ernannt. Bis zum 13. Jahrhundert wurde das Amt auch in Ägypten, Iran, Syrien, Anatolien, al-Andalus und Indien eingeführt. Die Muhtasibs wurden entweder vom Herrscher, Wesir oder Qādī eingesetzt und konnten üblicherweise auf eine größere Anzahl von Hilfsbeamten zurückgreifen. Die Aufgaben des Muhtasib und die für ihn geltenden Regeln sind in Hisba-Traktaten, staatsrechtlichen Abhandlungen und Verwaltungshandbüchern beschrieben worden. Demnach hatte der Muhtasib die Befolgung der religiösen Vorschriften des Islams zu überwachen, Verstöße aufzudecken und Schuldige zu bestrafen. Seine Aufsichtsfunktion erstreckte sich insbesondere über die öffentlichen Straßen, Märkte, Bäder, Moscheen und Friedhöfe. Auf den Märkten war er für die Gewerbeaufsicht und Aufdeckung von Betrügereien, die Kontrolle der Maße und Gewichte sowie die Überwachung der Preise zuständig.
In der frühen Neuzeit veränderte sich der Charakter des Muhtasib-Amtes in verschiedenerlei Hinsicht. So wurde es bei den Mamluken, im Osmanischen Reich, in Iran bzw. Persien und in Marokko üblich, dass der Muhtasib die Preise von Lebensmitteln nicht mehr nur kontrollierte, sondern auch festlegte. Außerdem wurde das Amt, das ursprünglich besoldet war, immer öfter als Steuerpacht vergeben: Amtsanwärter wurden bei der Einsetzung verpflichtet, bestimmte Summen an den Staat abzuführen, wofür ihnen im Gegenzug zugebilligt wurde, bei Händlern und Handwerkern Gebühren und Schutzgelder einzutreiben. Außerdem verlor der Muhtasib in diesen Staaten seine Aufgabe als Wächter über die Einhaltung der religiösen Vorschriften. Das Bewusstsein für die religiöse Dimension des Amtes ging allerdings nie verloren. So gab es im Laufe der neueren Geschichte auch immer wieder Versuche, den Muhtasib in seiner Rolle als Moralwächter wiederzubeleben, so bei den Timuriden, im Mogulreich unter Aurangzeb, im Kalifat von Sokoto, im Emirat Buchara, in der indonesischen Provinz Aceh und in der pakistanischen Nordwestlichen Grenzprovinz.
Insgesamt war der Muhtasib eine der wichtigsten Institutionen im sozialen Gefüge mittelalterlicher und frühneuzeitlicher islamischer Städte. Susanna Narotzky und Eduardo Manzano sehen die große Bedeutung, die der Muhtasib in der islamischen Geschichte als Aufseher der Märkte hatte, als ein Indiz dafür an, dass die Wirtschaft in der islamischen Welt vom Konzept der moralischen Ökonomie beherrscht war.
Das Muhtasib-Amt wurde im Mittelalter in einzelnen christlichen Staaten Spaniens und des Vorderen Orients übernommen. Auch das moderne Amt des Ombudsmans wird rechtsgeschichtlich auf den Muhtasib zurückgeführt.

## Wortherkunft und Übersetzung
Das arabische Wort muḥtasib, das sich aus den gleichen Wurzelkonsonanten zusammensetzt wie das Wort ḥisba, stellt ein aktives Partizip zu dem arabischen Verb iḥtasaba dar. Neben anderen Bedeutungen wie „anrechnen“, „in Rechnung stellen“ und „in Betracht ziehen“ hat dieses Verb die religiöse Bedeutung „eine fromme Tat für sich bei Gott in Rechnung stellen und dafür Lohn im Jenseits erwarten“. Nach allgemeiner Ansicht leitet sich der Begriff unmittelbar von dieser Bedeutung des Verbs ab. So heißt es zum Beispiel in einem zaiditischen Text des 10. Jahrhunderts: „Der Muhtasib wird deshalb Muhtasib genannt, weil er bei seinen Angelegenheiten dasjenige als gute Tat für sich anrechnet, an dem Gott Wohlgefallen hat.“ Maurice Gaudefroy-Demombynes erklärt, dass der Muhtasib-Begriff ursprünglich eine Person bezeichnet, die für ihren Einsatz zugunsten der islamischen Ordnung eine jenseitige Entlohnung erhofft, wobei diese auf Arabisch ebenfalls ḥisba genannt wird. Michael Cook meint, dass der arabische Begriff ḥisba zunächst sehr unterschiedliche fromme Handlungen bezeichnete und erst im Laufe der Zeit zum Terminus technicus für das Gebieten des Rechten und Verbieten des Unrechten wurde. Entsprechend veränderte sich auch die Bedeutung des Wortes muḥtasib.
Da es in den westlichen Sprachen kein exaktes Äquivalent für den arabischen Begriff muḥtasib gibt, ist eine Übersetzung schwierig. Im Englischen wird das Amt des Muhtasib häufig mit Begriffen wie market inspector („Marktaufseher“) oder public moral officer (etwa „allgemeiner Sittlichkeitsbeauftragter“) wiedergegeben, doch erfasst keine dieser Übersetzungen die Gesamtheit der vom Muhtasib wahrgenommenen Aufgaben. Deshalb haben S. Orman und A. S. M. Shahabuddin vorgeschlagen, das Wort bei Übersetzungen in westliche Sprachen unübersetzt zu lassen.
Im Deutschen werden bei der Übersetzung ebenfalls sehr unterschiedliche Begriffe verwendet, zum Beispiel „Marktmeister“, „Marktaufseher“, „Markt- und Sittenvogt“ oder „Sittenwächter“. In der deutschen Übersetzung des arabischen Romans az-Zainī Barakāt von Gamāl al-Ghītānī, der einen Muhtasib zum Protagonisten hat, wird der Begriff mit „Inhaber des Amtes der Aufsicht über die Öffentliche Ordnung“ wiedergegeben. Hartmut Fähndrich, der diese Übersetzung erstellt hat, begründet die Wahl des Ausdrucks damit, dass zum einen die Aufgaben, für die der Muhtasib zuständig war, heute im deutschsprachigen Raum zum großen Teil vom „Amt für öffentliche Ordnung“ wahrgenommen werden, und dass zum anderen mit der Umständlichkeit des Titels die außerordentliche Bedeutung dieses historischen Amtes herausgehoben werden soll.

## Allgemeine Hisba-Pflicht und Muhtasib-Amt

### Der Muhtasib als Privatperson
Nach dem islamischen Recht ist grundsätzlich jeder, der die Hisba vollzieht, ein Muhtasib. Um sich als Muhtasib betätigen zu können, muss ein Mensch nach al-Ghazālī nur drei Voraussetzungen erfüllen:
1. Er muss zurechnungsfähig (mukallaf) sein, darf also kein Wahnsinniger (maǧnūn) oder Kind (ṣabī) sein.
2. Er muss ein Muslim sein und den Glauben (īmān) besitzen, da von einem Ungläubigen keine „Hilfe für die Religion“ (nuṣra li-d-dīn), wie sie die Hisba darstellt, erwartet werden kann.
3. Er muss handlungsfähig (qādir) sein. Wer dagegen handlungsunfähig ist, kann die Hisba nur im Herzen vollziehen.

Unbescholtenheit (ʿadāla) sieht al-Ghazālī dagegen nicht als eine Voraussetzung für den Muhtasib an. Auch ein Sünder (fāsiq) hat seiner Auffassung nach das Recht, andere zurechtzuweisen. Anderenfalls, so meint er, würde die Hisba unmöglich werden, weil niemand außer den Propheten Sündlosigkeit besessen habe und auch bei ihnen die Sündlosigkeit umstritten sei. Frauen und Sklaven können sich nach al-Ghazālī ebenfalls als Muhtasib betätigen.
Al-Ghazālī hält es dagegen nicht für notwendig, dass der Muhtasib von Seiten des Imams oder Herrschers autorisiert ist. Vielmehr ist seiner Auffassung nach jeder Muslim ein Muhtasib, der die Pflicht zum Gebieten des Rechten und Verbieten des Unrechten wahrnimmt, auch wenn er keine Autorisierung durch den Herrscher besitzt. Drei persönliche Eigenschaften sollte der Muhtasib nach al-Ghazālī allerdings möglichst besitzen: Wissen (ʿilm), Frömmigkeit (waraʿ) und einen guten Charakter (ḥusn al-ḫuluq).
Die Auffassung, dass jeder Muslim, der die Hisba übt, ein Muhtasib ist, findet sich auch bei dem indischen Autor as-Sunāmī (13. Jahrhundert). Seiner Auffassung nach kann allerdings nur derjenige als Muhtasib gelten, der gegen alle Verstöße der gleichen Art vorgeht und sich nicht auf diejenigen beschränkt, die seine eigenen Rechte beeinträchtigen. Wenn er zum Beispiel einen Anbau, der den Durchgang auf einer Straße versperrt, abreißt, muss er alle Anbauten, die den Verkehr in dieser Straße behindern, abreißen, sonst ist er nur ein Störenfried (mutaʿannit).
In al-Andalus, dem islamischen Teil der iberischen Halbinsel also, bezeichnete der Begriff muḥtasib bis zum 11. Jahrhundert ausschließlich derartige Privatpersonen, die spontan und uneigennützig die Hisba vollzogen. So berichtet zum Beispiel der Gelehrte al-Chuschanī (gest. 971) von einem solchen Muhtasib in Córdoba, der einen Mann wegen Weingenusses bei der Obrigkeit denunzierte. Derartige Muhtasibs, die in keinem Dienstverhältnis zur Obrigkeit standen, spielten im 11. Jahrhundert eine wichtige Rolle in der Gerichtspraxis des Stadtstaates von Córdoba. Sie traten dort als Kläger und Anwalt der „guten Sitten“ vor dem Marktvogt (ṣāḥib as-sūq) oder Qādī auf. In den 1060er Jahren zum Beispiel machte ein solcher Muhtasib in Córdoba auf die schlechte Arbeit der Schuhmacher aufmerksam und wandte dabei Gewalt an. Um ihn an diesem Verhalten zu hindern, beschwerten sich die Schuhmacher vor dem Marktvogt. Ihre Beschwerde wurde jedoch abgewiesen.

### Der Muhtasib als Beamter
Zwar ist die Hisba als das Gebieten des Rechten und Verbieten des Unrechten eine Pflicht, die grundsätzlich jeden Muslim trifft, doch reservieren die meisten muslimischen Autoren den Begriff muḥtasib für solche Personen, die diese Aufgabe von Amts wegen erfüllen. Von entscheidender Bedeutung für diese Engführung des Begriffs war al-Māwardī (gest. 1058). In dem Kapitel über die Hisba in seiner staatstheoretischen Abhandlung al-Aḥkām as-sulṭānīya werden neun Punkte aufgelistet, durch die sich der Muhtasib von demjenigen unterscheidet, der die Hisba als Freiwilliger (mutaṭauwiʿ) ausübt:
1. Die Hisba obliegt dem Muhtasib durch sein Amt als individuelle Pflicht, während sie anderen Menschen nur als Kollektivpflicht (farḍ kifāya) obliegt.
2. Die Wahrnehmung dieser Pflicht gehört für den Muhtasib zu den Rechten seiner Verfügungsgewalt, während sie für andere nur zu den supererogatorischen Handlungen gehört, die auch vernachlässigt werden können.
3. Er ist in sein Amt eingesetzt, damit man sich bei Dingen, die missbilligt werden müssen, an ihn wendet.
4. Im Gegensatz zu anderen Personen obliegt ihm, auf die Eingabe desjenigen, der sich an ihn wendet, zu reagieren.
5. Der Muhtasib muss Untersuchungen über offensichtliche Verfehlungen anstellen, um sie unterbinden zu können, und Nachforschungen über offensichtlich unterlassene religiöse Pflichten anstellen, um ihre Verrichtung gebieten zu können. Andere Personen haben diese Pflicht zur Nachforschung nicht.
6. Der Muhtasib kann sich im Gegensatz zu anderen Personen Helfer (aʿwān) zulegen, die ihn bei der Erfüllung seiner Pflicht unterstützen.
7. Er kann im Gegensatz zu anderen Personen bei offensichtlichen Vergehen den Delinquenten züchtigen, ohne allerdings zur Verhängung von Hadd-Strafen befugt zu sein.
8. Er kann für seine Hisba-Aktivität aus der Staatskasse besoldet werden, im Gegensatz zu demjenigen, der die Hisba freiwillig übt.
9. Er kann bei den Dingen, die den Brauch betreffen, wie zum Beispiel bei den Marktregeln, selbst Idschtihād betreiben (also Findung von Normen durch eigenständige Urteilsbemühung), anders als derjenige, der die Hisba freiwillig übt.[23]

In den folgenden Abschnitten wird der Muhtasib lediglich in dieser zweiten Bedeutung als ein von staatlicher Seite eingesetzter Beamter behandelt.

## Frühe Geschichte des Muhtasib-Amtes

### Hakīm ibn Umaiya, der erste Muhtasib?
Wann das Muhtasib-Amt geschaffen wurde, ist unklar. Die früheste Person, die in den arabischen Quellen ausdrücklich als Muhtasib erwähnt wird, war Hakīm ibn Umaiya, ein Mann von den Banū Sulaim, der in der Zeit Mohammeds als Beisasse (ḥalīf) der Banū Umaiya in Mekka lebte. Mehrere arabische Quellen berichten davon, dass die Quraisch Hakīm als Vorsteher über ihre unbesonnenen jungen Männer (sufahāʾ) eingesetzt hatten. Er habe sie zurückgedrängt und zurechtgewiesen. Zwei arabische Autoren, Ibn al-Kalbī (gest. 819) und al-Balādhurī (gest. 892), verwenden im Zusammenhang mit dieser erzieherischen Aufgabe den Begriff muḥtasib. Ibn al-Kalbī schreibt, dass Hakīm in der Dschāhilīya als Muhtasib über die Banū Umaiya eingesetzt war und das Verwerfliche verbot. Al-Balādhurī teilt mit, Hakīm sei in der Dschāhilīya ein Muhtasib gewesen, der das Rechte gebot und das Verwerfliche verbot. Er habe die Sünder zurechtgewiesen, eingesperrt, gefangengesetzt und verbannt (yuʾaddib al-fussāq wa-yaḥbisu-hum wa-yanfī-him).
Aus den beiden Aussagen bei Ibn al-Kalbī und al-Balādhurī hat die Forschung unterschiedliche Schlüsse gezogen. Während Pedro Chalmeta, Meir Jacob Kister und Ahmad Ghabin davon ausgehen, dass es das Muhtasib-Amt tatsächlich schon in der vorislamischen mekkanischen Gesellschaft gab, betrachten Iḥsān Ṣidqī al-ʿAmad, Michael Cook und R. P. Buckley die Verwendung der Bezeichnung Muhtasib für Hakīm als einen Anachronismus, weil sie davon überzeugt sind, dass diese Bezeichnung erst in abbasidischer Zeit aufgekommen ist.

### Die Anfänge des Muhtasib-Amtes im Irak
Gegen eine Existenz des Muhtasib-Amtes in der vorislamischen mekkanischen Gesellschaft spricht, dass ein solches Amt in den historischen Berichten über die Zeit der ersten Kalifen und der frühen Umaiyaden nicht erwähnt wird. Der einzige andere Beleg für die Existenz dieses Amtes aus der Zeit vor den Abbasiden findet sich in dem biographischen Eintrag über den Qādī Iyās ibn Muʿāwiya (gest. 740) bei al-Balādhurī. Hier wird überliefert, dass ʿUmar Ibn Hubaira nach seiner Ernennung zum Statthalter des Irak durch Yazid II. (reg. 720–724) Iyās dazu aufrief, das Qādī-Amt in Basra zu übernehmen. Als Iyās sich weigerte, ließ Ibn Hubaira ihn auspeitschen und zwang ihn, die Hisba in der Stadt Wāsit zu übernehmen. An einer anderen Stelle berichtet al-Balādhurī von einem Mann namens Abān ibn al-Walīd, der Iyās als Sekretär diente und ihm Tintenfass und Papyrusrolle (qirṭās) trug, „als Iyās die Marktaufsicht in Wāsit und die Hisba ausübte“ (wa-kāna Iyās yalī sūq Wāsiṭ wa-l-ḥisba). Die Ausdrucksweise in der Quelle deutet darauf hin, dass Marktaufsicht und Hisba als zwei getrennte Ämter betrachtet wurden.
Ab der Abbasidenzeit fließen die Quellen für das Muhtasib-Amt reichlicher. So wird von ʿĀsim al-Ahwal (gest. 759), der unter dem Kalifen al-Mansūr als Qādī in al-Madāʾin tätig war, berichtet, dass ihm für eine Zeitlang die Hisba für die Maße und Gewichte in Kufa übertragen wurde. Die früheste Person nach Hakīm ibn Umaiya, die in den Quellen ausdrücklich als Muhtasib erwähnt wird, war ein gewisser Abū Zakarīya Yahyā ibn ʿAbdallāh. Ihm übertrug der abbasidische Kalif al-Mansūr im Jahre 157 (= 773/774 n. Chr.) die Hisba von Bagdad. Er nutzte seine Position allerdings, um sich mit den Anhängern der beiden Hasaniden Muhammad an-Nafs az-Zakīya und Ibrāhīm ibn ʿAbdallāh zu verbünden, weswegen ihn der Kalif hinrichten ließ. Im 10. Jahrhundert wurden die Muhtasibs von Bagdad üblicherweise von den Wesiren in ihr Amt eingesetzt. Ibrāhīm ibn Muhammad Ibn Bathā, der im frühen 10. Jahrhundert in Bagdad Muhtasib war, erhielt für seine Dienste monatlich 200 Dinar.
Einer der bekanntesten Männer, der das Hisba-Amt während der frühen Abbasidenzeit im Irak versah, war Ahmad ibn at-Taiyib as-Sarachsī (gest. 899), ein Schüler des Philosophen al-Kindī. Er übte das Amt ab 895 für den Kalifen al-Muʿtadid aus, fiel aber dann bei diesem in Ungnade, wurde eingesperrt und starb im Gefängnis. As-Sarachsī ist auch der erste Gelehrte, von dem bekannt ist, dass er eigenständige Bücher über die Hisba verfasst hat. Daneben schrieb er aber auch Texte über Musik, Unterhaltung und Gesang. Während der Buyiden-Zeit wurde das Muhtasib-Amt von Bagdad eine Zeitlang von dem schiitischen Dichter Ibn al-Haddschādsch (gest. 1000) bekleidet, der für seine freizügige und obszöne Dichtung bekannt war. As-Sarachsī und Ibn al-Haddschādsch gelten als Beleg dafür, dass die Besetzung des Amtes in der Buyidenzeit nicht an hohe moralische Maßstäbe geknüpft war.
Die irakischen Lehren über das Muhtasib-Amt werden in dem staatstheoretischen Werk al-Aḥkām as-sulṭānīya festgehalten, das der schafiitische Gelehrte al-Māwardī (gest. 1058) möglicherweise im Auftrag der abbasidischen Kalifen verfasste.

### Einführung des Amtes in anderen Gebieten

#### Ägypten
Seit der Tulunidenzeit (868–905) lassen sich Amtsträger der Hisba ebenfalls in Ägypten nachweisen. Auch in arabischen Quellen aus der Zeit der Ichschididen (935–969) wird der Muhtasib erwähnt. So berichtet der ägyptische Autor Ibn Zūlāq (gest. 996), dass man sich bei Abū l-Fadl Dschaʿfar ibn Abī l-Fadl, dem Wesir von Abū l-Misk Kāfūr (reg. 946–968), über die Amtsführung eines Muhtasib beschwerte und dessen Auswechslung verlangte.

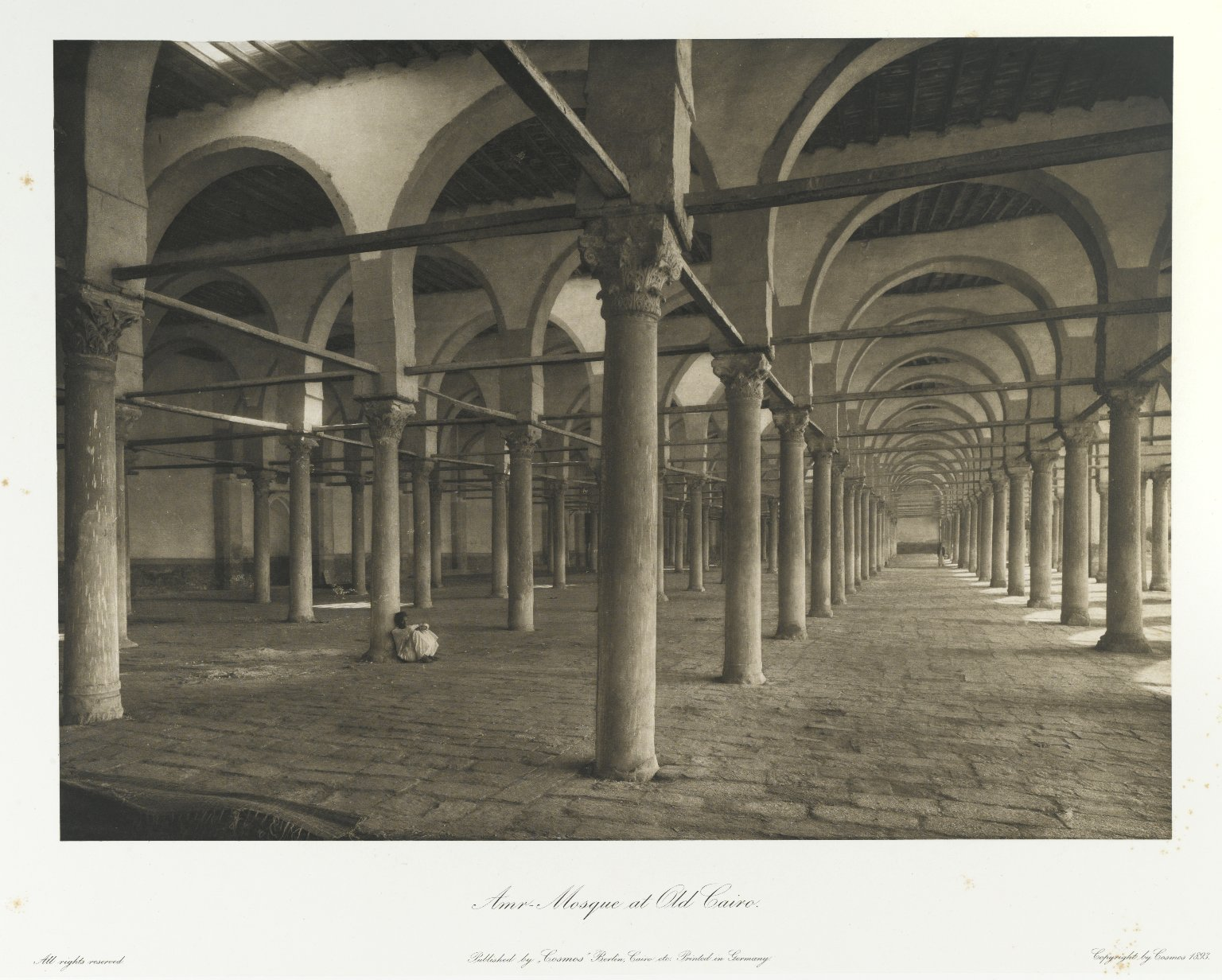
Die Freitagsmoschee von Fustāt, einer der beiden Amtssitze des Muhtasib der Fatimiden

Eine besonders hohe Position hatte der Muhtasib unter den Fatimiden, die 969 Ägypten eroberten und schon kurz danach eine Person mit diesem Amt betrauten. Ein zeitgenössischer Autor, der arabische Geograph al-Muqaddasī (gest. nach 990), beschreibt, dass der Muhtasib in Fustāt so mächtig „wie ein Emir“ (ka-l-amīr) war. Bei seiner Amtsausübung saß er abwechselnd einen Tag in der Freitagsmoschee von Kairo und einen Tag in der Freitagsmoschee von Fustāt. Er hatte eine Anzahl von Stellvertretern in den beiden Städten und in den übrigen Provinzen, die dort ihre Runden bei den Lebensmittelhändlern drehten.
Wie al-Qalqaschandī berichtet, wurde bei der Einsetzung des Muhtasibs in sein Amt das Ernennungsschreiben in den beiden Freitagsmoscheen von Fustāt und Kairo öffentlich verlesen. Einige Muhtasibs erhielten bei dieser Gelegenheit auch ein Ehrengewand und einen Turban und wurden in einer feierlichen Prozession durch die Stadt geführt.
Der Muhtasib war bei den Fatimiden vor allem für die Brot- und Getreideversorgung zuständig. Bei Antritt seines Amtes hatte er dafür zu bürgen, dass Brot und Getreide bis zur nächsten Ernte zur Verfügung standen. Aus Chroniken ist bekannt, dass der Muhtasib in Zeiten der Hungersnot auch die Preise von Grundnahrungsmitteln festsetzte. Daneben unterstand dem Muhtasib das Eichhaus (Dār al-ʿIyār), in dem die Waagen und Hohlmaße der Verkäufer regelmäßig kontrolliert werden mussten. Darüber hinaus hatte der Muhtasib auch die Aufsicht über die Geldwechsler (ṣaiyārifa), die einen semi-offiziellen Status hatten, und konnte sie bei Fehlverhalten entlassen. Zur Bestrafung ließ der Muhtasib die Delinquenten meist auspeitschen oder unehrenhaft durch die Stadt führen.
Der Muhtasib wurde bei den Fatimiden üblicherweise aus den Reihen der angesehenen Notabeln ausgewählt. Gelegentlich wurden aber auch Außenseiter mit der Hisba betraut, so im Jahre 383 (993/4 n. Chr.) der Christ al-Wabira an-Nasrānī und im Jahre 391 (1000/1001 n. Chr.) der Gemüsehändler Ibn Abī Nadschda. Letzterer wurde allerdings wegen verschiedener Verfehlungen nur kurze Zeit später wieder abgesetzt. Für seine Dienste bezog der Muhtasib ein monatliches Gehalt von 30 Dinar. Hisba, Rechtsprechung und Münzaufsicht lagen bei den Fatimiden häufig in einer Hand. Manche Muhtasibs waren auch gleichzeitig als Wālī tätig.
Später wurden in Ägypten auch Hisba-Traktate verfasst. Einen der wichtigsten dieser Traktate erstellte der Muhtasib Ibn Bassām. Die frühesten Handschriften dieses Werks mit dem Titel Nihāyat ar-rutba fī ṭalab al-ḥisba stammen aus der Mitte des 15. Jahrhunderts, doch ist es möglicherweise schon erheblich vor dieser Zeit abgefasst worden. Ibn Bassām (14. Jahrhundert) erklärt in seinem Traktat, dass der Herrscher gegenüber dem Muhtasib verpflichtet sei, ihm ausreichenden Lebensunterhalt zufließen zu lassen, ihm zu helfen und nicht entgegenzuarbeiten und bei ihm keine Fürsprache für jemanden einzulegen.

#### Iran
In den iranischen Gebieten wurden spätestens während der Buyiden-Zeit (ab 930) erstmals Muhtasibs eingesetzt. So findet sich unter den Texten, die von dem buyidischen Wesir as-Sāhib Ibn ʿAbbād (gest. 995) überliefert werden, eine Ernennungsurkunde für den Muhtasib der Stadt Raiy. Das Muhtasib-Amt wird auch sehr ausführlich in dem buyidischen Fürstenspiegel Siyāsat al-mulūk beschrieben, der von J. Sadan herausgegeben und von ihm auf die Mitte des 10. Jahrhunderts datiert worden ist. Aus einer Anekdote, die Nizām al-Mulk in seinem staatstheoretischen Werk Siyāsatnāma anführt, geht hervor, dass auch der Ghaznawiden-Herrscher Mahmud von Ghazni (reg. 998–1030) einen Muhtasib hatte.
Nizām al-Mulk, der in der Zeit der Seldschukenherrscher Alp Arslan (reg. 1063–1072) und Malik Schāh (reg. 1072–1092) als Großwesir wirkte, empfahl in seinem Siyāsatnāma, dass der Herrscher in jeder Stadt einen Muhtasib einsetzen solle. Der Herrscher und seine Beamten sollten ihm viel Macht geben, weil dies eine Grundregel der Herrschaft sei und der Vernunft entspreche. Andernfalls gerieten die Armen in Not, die Kaufleute handelten nur noch nach Belieben, die „Kotfresser“ (faḍla-ḫōr) erhielten eine beherrschende Stellung, Gaunerei verbreite sich und die Einhaltung der Scharia verliere ihren Glanz. Wenn man dagegen den richtigen Muhtasib eingesetzt habe, geschähen alle Dinge in gerechtem Ausgleich (bar inṣāf) und die Grundlagen des Islams (qawāʿid-i islām) seien gesichert.
Wie weit Nizām al-Mulks Empfehlung befolgt wurde, ist nicht bekannt. Allerdings ist durch eine Ernennungsurkunde belegt, dass später der seldschukische Herrscher Sandschar (reg. 1117–1157) einen gewissen Auhad ad-Dīn zum Muhtasib der Provinz Mazandaran ernannte. Aus der Ernennungsurkunde geht hervor, dass der Muhtasib Anspruch auf Unterstützung durch den Schihna, eine Art „Sicherheitsbeamten“, hatte. Eine anonyme Ernennungsurkunde für einen Muhtasib, die in einem Verwaltungshandbuch von Raschīd ad-Dīn Watwāt (gest. 1182) erhalten ist, weist darauf hin, dass auch die Choresm-Schahs in ihrem Herrschaftsgebiet Muhtasibs einsetzten. Allerdings wurde schon im 13. Jahrhundert die moralische Verderbtheit der Muhtasibs ein Gemeinplatz in der persischen Dichtung. Saʿdī (gest. 1292) geißelte in seinen Gedichten die Bigotterie der Muhtasibs, die selbst Wein tranken, andere aber dafür bestraften.
Möglicherweise ist das Muhtasib-Amt in Iran sogar schon vor den Buyiden eingeführt worden, denn es existiert ein Hisba-Handbuch, das auf den zaiditischen Imam an-Nāsir al-Hasan ibn ʿAlī al-Utrūsch (gest. 917) zurückgeführt wird, der im frühen 10. Jahrhundert über die kaspischen Regionen Irans herrschte. Dieses Kitāb al-Iḥtisāb beginnt mit der Feststellung, dass es nach dem Konsens der Ahl al-bait notwendig ist, „in jeder der großen Städte der Muslime“ (fī kull miṣr min amṣār al-muslimīn) einen Muhtasib einzusetzen, und enthält ausführliche Anweisungen für den Muhtasib.

#### Syrien und Anatolien
In Syrien ist das Muhtasib-Amt erstmals im frühen 11. Jahrhundert nachweisbar. Der früheste namentlich bekannte Muhtasib war der aus al-Andalus stammende malikitische Gelehrte Ibrāhīm ibn ʿAbdallāh (gest. 1013), der 1004 in sein Amt eingesetzt wurde. Er war für seine strenge Amtsführung bekannt und soll einen Krapfenverkäufer wegen Beleidigung der Prophetengefährten so hart geschlagen haben, dass er wenige Tage später an seinen Verletzungen starb. Tughtigin (gest. 1128), der ab 1104 als Atabeg von Damaskus fungierte und die Buriden-Dynastie begründete, setzte ebenfalls einen Muhtasib ein. Während der Zeit der Ayyubiden (1174–1260) wurden auch andere syrische Städte mit Muhtasibs ausgestattet. So ist zum Beispiel ein Ernennungsschreiben für den Muhtasib von Aleppo erhalten, den Saladin dort einsetzte, als er diese Stadt im Jahre 1183 eroberte. Es wurde in arabischer Reimprosa von seinem Sekretär ʿImād ad-Dīn al-Isfahānī (gest. 1201) aufgesetzt und ist in dessen autobiographischem Geschichtswerk al-Barq aš-Šāmī („Der syrische Blitz“) überliefert; 1978 wurde es von Charles Pellat ediert.
Die Bedeutungszunahme des Muhtasib-Amtes in Syrien lässt sich auch daran erkennen, dass der sunnitische Gelehrte ʿAbd ar-Rahmān ibn Nasr asch-Schaizarī in dieser Zeit das erste syrische Hisba-Handbuch verfasste. Dieses Werk mit dem Titel Nihāyat ar-rutba fī ṭalab al-ḥisba („Der höchste Grad beim Studium der Hisba“) ist das populärste Hisba-Handbuch schlechthin geworden. Nach asch-Schaizarī soll der Muhtasib Diener und Gehilfen haben, weil dies der Menge mehr Furcht und Respekt einflöße, und er soll auch Kundschafter haben, die ihm die Nachrichten von den Leuten zutragen. Auf der Grundlage von asch-Schaizarīs Werk erstellte später der ägyptische Gelehrte Ibn al-Uchūwa (gest. 1329), selbst langjähriger Muhtasib, einen neuen umfassenden Hisba-Traktat mit dem Titel Maʿālim al-qurba fī aḥkām al-ḥisba („Zeichen der Gottesnähe über die Regeln der Hisba“), der ebenfalls sehr populär geworden ist. Weitere Werke aus Syrien, in denen das Muhtasib-Amt beschrieben wird, sind der Hisba-Traktat von Ibn Taimīya (gest. 1328) und das Buch Muʿīd an-niʿam wa-mubīd an-niqam des syrischen Gelehrten Tādsch ad-Dīn as-Subkī (gest. 1370), das sich mit den Pflichten der verschiedenen islamischen Bevölkerungsklassen befasst.
Während der Herrschaft des rum-seldschukischen Sultans Kılıç Arslan II. (reg. 1156–1192) wurden auch die anatolischen Städte Konya und Malatya mit Muhtasibs ausgestattet. Nach einem Bericht, den al-Qazwīnī (gest. 1283) anführt, hatte zu seiner Zeit ebenfalls die anatolische Stadt Sivas einen Muhtasib. Allerdings ließ dieser zu, dass in einer Moschee der Stadt Weinfässer gelagert wurden, und war für einen Reisenden, der sich darüber beschweren wollte, nicht erreichbar, weil er seinen Rausch ausschlafen musste.

#### Al-Andalus und der Maghreb
In al-Andalus wurde die Hisba als reguläres Amt erst im 12. Jahrhundert eingeführt. Der in der Mitte des 12. Jahrhunderts schreibende Gelehrte Ibn Baschkuwāl hielt den Begriff als Bezeichnung für ein Amt noch für erklärungsbedürftig und vermerkte deshalb in einem biographischen Eintrag: „die Hisba, die bei uns wilāyat as-sūq (‚Marktaufsicht‘) genannt wird.“ Spätestens im frühen 13. Jahrhundert war aber die Vorstellung von dem Muhtasib als dem für die Hisba zuständigen Beamten in al-Andalus fest etabliert, denn über den Gelehrten ʿAlī ibn Muhammad Ibn al-Mu'adhdhin (gest. 1224) wird berichtet, dass man ihn „den Muhtasib“ (al-Muḥtasib) nannte, weil er lange das Amt der Marktaufsicht (ḫuṭṭat as-sūq) in seiner Heimatstadt Murcia ausübte.
Ibn ʿAbdūn, der im frühen 12. Jahrhundert in Sevilla als Qādī und Muhtasib tätig war, und Abū ʿAbdallāh as-Saqatī, der sich in der ersten Hälfte des 13. Jahrhunderts als Muhtasib von Málaga betätigte, verfassten die ersten andalusischen Traktate, in denen die Aufgaben des Muhtasib beschrieben werden. Ibn ʿAbdūn ging davon aus, dass der Qādī den Muhtasib einsetzen müsse, erklärt jedoch, dass er dies nicht tun dürfe, ohne den ra'īs, das Stadtoberhaupt, zu informieren. Der Qādī, so Ibn ʿAbdūn weiter, sollte dem Muhtasib auch ein Gehalt aus der Staatskasse festsetzen, ihn unterstützen und schützen und seine Entscheidungen und Handlungen mittragen.
Der wahrscheinlich früheste Beleg für das Muhtasib-Amt im westlichen Maghreb findet sich in der Sammlung sufischer Biographien von Ibn az-Zaiyāt at-Tādilī (gest. 1230). Hier wird in der Biographie über den aus Fès stammenden Sufi Marwān al-Lamtūnī (gest. 1174) berichtet, dass er vom Qādī al-Haddschādsch ibn Yūsuf nach Marrakesch gerufen wurde, um dort das Amt der Hisba zu übernehmen.
In der Zeit der Meriniden brachte der Muhtasib von Fès im Marktviertel der Qaisarīya eine Standardelle an, damit alle Händler und Handwerker daran Maß nehmen konnten. Für Tunesien ist das Amt erst in der Zeit der Hafsiden (1229–1574) belegt. Die Belege sind allerdings sehr rar. Sie zeigen zumindest, dass das Amt in Tunis im 13. Jahrhundert existierte.

#### Indien
In Indien wurde das Amt des Muhtasib während des Sultanats von Delhi (1206–1526) eingeführt. Während der Herrschaft von Muhammad ibn Tughluq (reg. 1325–1351) war dem Muhtasib ein Dorf übertragen, das ihm einen jährlichen Ertrag von 5000 Tanka einbrachte. Der Muhtasib ʿUmar ibn Muhammad as-Sunāmī aus Sunam im heutigen indischen Bundesstaat Punjab verfasste im 13. Jahrhundert ein eigenes Hisba-Handbuch mit dem Titel an-Niṣāb fī l-iḥtisāb, das in Indien große Popularität erlangte. Es wurde von M. Izzi Dien ins Englische übersetzt. Nach as-Sunāmīs Auffassung sollte der Muhtasib aus der Dschizya und der Bodensteuer (ḫarāǧ) bezahlt werden.

## Der Muhtasib nach der klassischen Lehre
Wie aus dem vorausgehenden Abschnitt ersichtlich, wurde zwischen dem 10. und dem 14. Jahrhundert eine große Anzahl von Texten verfasst, die sich mit der Hisba und den für das Muhtasib-Amt geltenden Bestimmungen befassen. Zu diesen Texten gehören eigenständige Hisba-Traktate, staatsrechtliche Abhandlungen und Ernennungsurkunden, die bei der Einsetzung von Muhtasibs ausgestellt wurden. In den folgenden Abschnitten werden die wichtigsten Aussagen, die diese Texte hinsichtlich der persönlichen Voraussetzungen für die Übernahme des Muhtasib-Amtes, der vom Muhtasib zu erfüllenden Aufgaben und der ihm übertragenen Vollmachten enthalten, zusammengefasst.

### Persönliche Anforderungen an den Amtsinhaber
Die persönlichen Anforderungen an denjenigen, der das Amt des Muhtasib übernimmt, sind höher als bei demjenigen, der die Hisba als Privatperson ausübt. Nach Ibn al-Uchūwa muss der vom Herrscher eingesetzte Muhtasib nicht nur Muslim, erwachsen, vernunftbegabt und handlungsfähig sein, sondern auch frei und unbescholten. Beim andalusischen Hisba-Autor Ibn ʿAbdūn ist die Liste der persönlichen Anforderungen an den Muhtasib besonders lang. Nach seiner Auffassung muss der Muhtasib zu den „vorbildlichen Menschen“ (amṯāl an-nās) gehören. Er muss ein Mann sein, züchtig (ʿafīf), gütig (ḫaiyir), fromm (wariʿ), gelehrt (ʿālim), wohlhabend (ġanī), edelmütig (nabīl), erfahren in den Geschäften (ʿārif bi-l-umūr), klug (muḥannak) und intelligent (faṭin).

#### Kenntnis der Rechtsnormen
Einige Autoren wie der syrische Gelehrte asch-Schaizarī (12. Jh.) und der persische Kanzleibeamte Nachdschawānī (14. Jahrhundert) meinten, dass der Muhtasib außerdem ein Faqīh sein müsse, der die Regeln der Scharia kenne, damit er wisse, was er zu gebieten und was er zu verbieten habe. Diese Auffassung findet sich auch schon in der Muhtasib-Ernennungsurkunde aus der Buyidenzeit. In ihr wird dargelegt, dass der Amtsinhaber deswegen ausgewählt wurde, weil er zu den „bedeutenden Rechtsgelehrten“ (aʿyān al-fuqahāʾ) gehörte.

#### Mut gegenüber den Herrschenden
Nach Auffassung von Nizām al-Mulk war es dagegen wichtiger, dass der Muhtasib den Mut besaß, seine Kontrollfunktion auch gegenüber dem Herrscher und dem Militär wahrzunehmen. Er empfahl deswegen, dass man das Amt einem von den Vornehmen (ḫawāṣṣ) übertragen sollte, entweder einem Eunuchen (ḫādim) oder einem alten Türken, der auf niemanden Rücksicht nimmt, so dass sich Hoch und Niedrig vor ihm fürchten. Als vorbildlich betrachtete er hierbei das Verhalten eines Muhtasib in der Zeit von Mahmud von Ghazni, der nicht davor zurückschreckte, einen der wichtigsten Heerführer des Herrschers zu verprügeln, als er ihn betrunken auf der Straße antraf. Asch-Schaizarī berichtet in seinem Handbuch von einem syrischen Muhtasib, der unmittelbar nach seiner Einsetzung durch den Herrscher Tughtigin seinen Auftraggeber ermahnte, Matratze und Kissen, auf denen er saß, zu entfernen, weil sie aus Seide waren, und auch seinen Ring abzulegen, weil er aus Gold war. Ibn al-Uchūwa kommentiert diese Anekdote mit der Bemerkung, dass ein solches Verhalten der große Dschihad sei, weil der Prophet gesagt habe: „Der beste Dschihad ist ein wahres Wort bei einem übergriffigen Herrscher“. Nur wenn der Muhtasib um sein Leben oder Vermögen fürchten müsse, entfalle diese Pflicht für ihn.

#### Frömmigkeit
Für asch-Schaizarī war eine der wichtigsten Pflichten des Muhtasib, dass er selbst entsprechend seinem Wissen handle, weil seine Worte nicht im Widerspruch zu seinen Taten stehen dürfen. Der Muhtasib soll seiner Auffassung nach mit Wort und Tat nach dem Wohlgefallen Gottes streben, lauterer Absicht und frei von Heuchelei und Streitsucht sein, er soll in seinem Amt weder mit den Menschen wetteifern, noch mit seinesgleichen Prahlereien nachgehen. Außerdem soll er sich an die Bräuche (sunan) des Gottesgesandten halten. Dazu gehört, dass er sich den Schnurrbart stutzt, das Achselhaar auszupft, das Schamhaar rasiert, Finger- und Fußnägel schneidet, saubere und nicht zu lange Kleidung trägt und sich mit Moschus und anderen Duftstoffen umgibt.

#### Unbestechlichkeit
Zu den persönlichen Anforderungen an den Muhtasib gehört außerdem, dass er unparteiisch ist und sich nicht bestechen lässt. Er soll sich vom Geld der Menschen fernhalten und darf keine Geschenke von den Erwerbstätigen und Handwerkern annehmen. Asch-Schaizarī erklärt, dass der Muhtasib auch seine Diener und Gehilfen darauf verpflichten müsse, kein Geld von Handwerkern oder Händlern anzunehmen. Wenn er erfahre, dass einer von ihnen ein Bestechungsgeld oder Geschenk angenommen hat, müsse er ihn sofort entlassen, damit keine Zweifel an seiner Ehrlichkeit aufkommen. Offensichtlich hat es immer wieder Versuche gegeben, die Gehilfen des Muhtasib zu bestechen. Schon 993/94 wurde bei den Fatimiden eine Proklamation verlesen, dass die Gehilfen des Muhtasib von niemandem mehr etwas annehmen durften.

### Aufgabenbereiche
Fast alle Werke, die sich mit dem Muhtasib befassen, stellen am Anfang klar, dass der Muhtasib dafür Sorge zu tragen habe, dass das Gebieten des Rechten und Verbieten des Unrechten befolgt wird. Auch viele Ernennungsurkunden benennen dies als die Hauptaufgabe des Muhtasib. Sie fächert sich in zahlreiche Unteraufgaben auf, deren Bedeutung je nach Region und Zeit schwankt. Als eine Generalklausel formuliert asch-Schaizari die Regel, dass der Muhtasib all das beseitigen und unterbinden müsse, was die Scharia verbiete, während er umgekehrt all das, was die Scharia erlaube, billigen solle. In den folgenden Abschnitten wird anhand der staatstheoretischen Abhandlungen, Hisba-Trakte und frühen Ernennungsurkunden ein Überblick über die Aufgaben des Muhtasib geboten.

#### Markt- und Gewerbeaufsicht
Nach Nizām al-Mulk ist es die Aufgabe des Muhtasib, die Handelsgeschäfte zu beaufsichtigen, damit darin Ehrlichkeit herrsche. Er habe dafür Sorge zu tragen, dass bei den Gütern, die aus den verschiedenen Gebieten herbeigebracht und auf den Märkten verkauft werden, kein Betrug und Schwindel getrieben werde. Nach dem buyidischen Verwaltungshandbuch ist die Unterbindung der Betrügerei in den verschiedenen Gewerben der Dreh- und Angelpunkt der Hisba (ʿalai-hi madār al-ḥisba). Für die Durchführung der Kontrollen soll der Muhtasib ständig auf den Märkten präsent sein. Von ʿAlī ibn ʿĪsā, der während des Kalifats von al-Muqtadir (reg. 908–932) zwei Mal das Amt des Wesirs bekleidete, wird überliefert, dass er einen Muhtasib, der häufig in seinem Haus zu sitzen pflegte, dazu ermahnte, auf den Märkten herumzugehen, weil das Amt der Hisba keine Türhüter dulde und die Sünde sonst auf ihn zurückfalle. Das zaiditische Hisba-Buch erklärt, dass der Muhtasib jeden Morgen die gesamten Märkte inspizieren müsse. Nach Ibn ʿAbdūn muss der Muhtasib den Handwerkern auf den Märkten auch feste Plätze zuweisen, und zwar so, dass alle bei ihresgleichen stehen. Darüber hinaus soll der Muhtasib auch regelmäßig die einzeln außerhalb der Märkte liegenden Geschäfte der Wohnviertel inspizieren.
Das buyidische Verwaltungshandbuch empfiehlt, dass der Muhtasib über jeden der Märkte einen Händler als seinen Vertrauensmann (raǧul ṯiqa) einsetzen soll. Da der Muhtasib nicht imstande sei, sich über alle Handlungen der Marktleute auf dem Laufenden zu halten, wird empfohlen, dass er sich aus jeder Zunft (ṣanʿa) einen vertrauenswürdigen Sachverständigen (ʿarīf) auswählt, der sich mit ihrem Handwerk auskennt und über ihre Betrügereien im Bilde ist. Er soll ihre Angelegenheiten beaufsichtigen und den Muhtasib über ihre Handelsgeschäfte informieren. In ähnlicher Weise erklärt der in al-Andalus tätige as-Saqatī, dass der Muhtasib aus allen Handwerkergruppen Vertrauensleute (umanāʾ, sg. amīn) auswählen solle, die ihn bei seiner Arbeit unterstützen. As-Saqatī warnt allerdings, dass der Muhtasib diese Vertrauensleute nicht über die von ihm geplanten Kontrollaktionen unterrichten solle, weil sonst die Gefahr bestehe, dass Informationen darüber nach außen sickern und die Delinquenten die Möglichkeit erhalten, zu verschwinden oder Beweismittel aus dem Weg zu räumen, so dass die Aktionen des Muhtasib ins Leere laufen.
Asch-Schaizarī und Ibn al-Bassām listen in den einzelnen Kapiteln ihrer Bücher die verschiedenen Gewerbe auf und versorgen den Muhtasib für jedes von ihnen mit den technischen Informationen, die ihn dazu befähigen, die Qualität der Produkte zu überprüfen sowie Fehlverhalten und schlechte Verarbeitung aufzudecken. Zu den Berufsgruppen, die der Muhtasib in regelmäßigen Abständen überprüfen sollte, gehörten auch die Bäcker, die Harissa-Köche und die Sirup-Hersteller. Die Namen der Bäcker und die Orte ihrer Läden sollte der Muhtasib in einem Register festhalten. Die Wurstmacher, die für ihre Betrügereien berüchtigt waren, durften ihr Handwerk nur in unmittelbarer Nähe der Dikka des Muhtasib ausüben, damit er sie besser überwachen konnte.
Auch Ärzte, Augenärzte und Apotheker unterstanden der Kontrolle des Muhtasib. Ärzte mussten ihm den Eid des Hippokrates schwören und versprechen, niemandem eine schädliche Medizin oder Gift zu verabreichen und keiner Frau ein Rezept für eine Arznei zu verraten, die einen Schwangerschaftsabbruch herbeiführt. Der Muhtasib sollte die Ärzte außerdem über das Buch Die Arztprüfung (Miḥnat aṭ-ṭabīb) von Hunain ibn Ishāq prüfen und die Augenärzte über die Zehn Traktate über das Auge (al-Maqālāt al-ʿašar fī l-ʿain) von Hunain.

#### Aufsicht über Maße, Gewichte und das Münzwesen
Nach Nizām al-Mulk gehört es zu den Aufgaben des Muhtasib, die Gewichte zu überwachen und dafür Sorge zu tragen, dass bei den Gütern, die auf den Märkten verkauft werden, richtige Gewichte angewendet werden. Ibn Taimīya sieht es als eine der Hauptaufgaben des Muhtasib an, Schmälerung (taṭfīf) bei Maßen und Gewichten zu unterbinden. Er setzt dies zu der koranischen Aussage von Sure 83:1–3 in Beziehung: „Wehe den Schmälerern, die, wenn sie sich zumessen lassen, gern Volles nehmen, wenn sie aber selbst messen oder wiegen, weniger geben.“ Auch sein Zeitgenosse, der persische Autor Nachdschawānī, zitiert bei der Beschreibung des Muhtasib diesen Vers. Er erklärt, dass der Muhtasib Händler, die sich der Falschzumessung schuldig machten, daran hindern und ihnen diesen Koranvers zitieren solle.

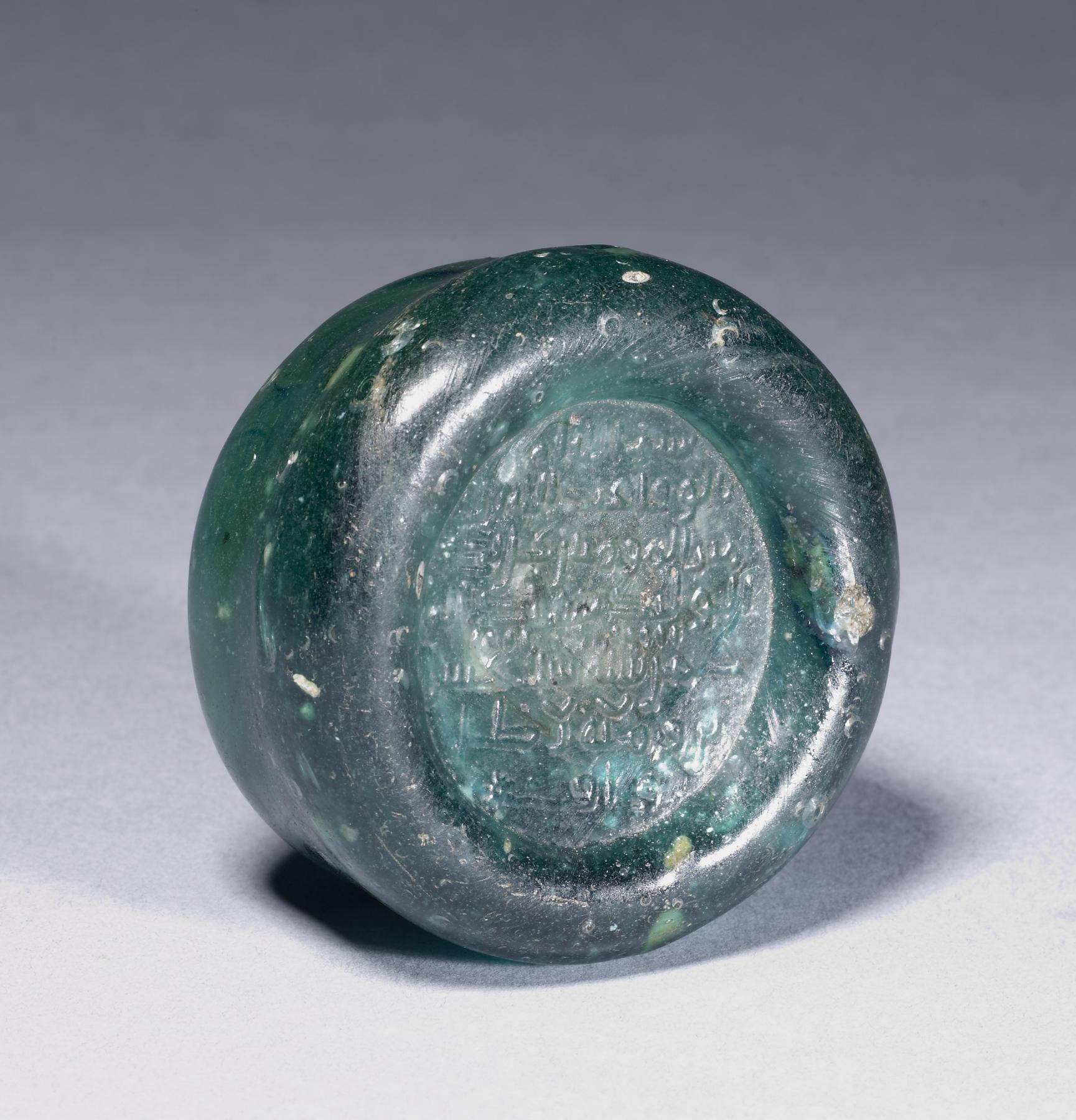
Ratl-Gewicht aus der Umayyadenzeit

Ibn al-Uchūwa erklärt, dass sich der Muhtasib mit Maßen wie Qintār und Ratl, Gewichtseinheiten und Dirhams auskennen müsse, weil sie die Grundlage aller Transaktionen bildeten und er dafür Sorge tragen müsse, dass sie in Scharia-gemäßer Weise verwendet werden. Nach asch-Schaizarī muss der Muhtasib die Händler dazu anhalten, ihre Waagen ständig von Öl und Schmutz zu reinigen, weil sich ein Öltropfen auf ihnen festsetzen kann und sich dann im Gewicht bemerkbar macht. Außerdem empfiehlt er, dass der Muhtasib die Waagen ab und zu überprüfen soll, und zwar dann, wenn ihre Eigentümer das nicht erwarten, damit sie keine Kniffe anwenden können. Wenn der Muhtasib Gewichte eicht, versieht er sie mit seinem Siegel. Wenn an einem anderen Ort Eichmeister für Waagen und Hohlmaße oder Münzmeister benötigt wurden, soll der Muhtasib sie auswählen.
Die Münzaufsicht und die Kontrolle der Geldwechsler waren weitere Aufgaben des Muhtasib. So hatte er bei den Mamluken den Feingehalt der Gold- und Silbermünzen mit dem Probierstein zu überprüfen. und verdächtige Münzen aus dem Verkehr zu ziehen. Den Geldwechslern hatte er zu verbieten, Dinar-Münzen zur Gewichtserhöhung mit Kuhl einzuschmieren oder mit Quecksilber eingeriebene oder gefälschte Münzen anzunehmen. Auch sollte er die Geldwechsler heimlich beobachten und sicherstellen, dass sie das Ribā-Verbot nicht übertraten, also Zinsen verlangten. Diejenigen, die sich nicht daran hielten, sollte er zurechtweisen und aus dem Markt ausschließen.

#### Preiskontrolle und -festsetzung
Nach Nizām al-Mulk ist es auch die Aufgabe des Muhtasib, dass er die Preise (narḫhā) kontrolliert. Auf diese Weise sollten dem individuellen Profitstreben der Händler Grenzen gesetzt werden. Nach dem zaiditischen Hisba-Buch sollte der Muhtasib den Händlern auch verbieten, sich gegenseitig zu bekämpfen, die eigene Ware laut anzupreisen oder dabei zu „bellen, wie die Hunde bellen“.
Umstritten war die Frage, ob der Muhtasib die Preise auch festsetzen darf. Asch-Schaizarī meinte, dass es dem Muhtasib nicht erlaubt ist, den Verkäufern von Waren einen bestimmten Verkaufspreis vorzuschreiben. Zur Begründung verwies er auf einen Hadith, wonach der Prophet Mohammed in einer Zeit der Teuerung gebeten worden war, die Preise festzusetzen, dies jedoch mit der Begründung abgelehnt hatte, dass allein Gott die Preise festsetzen würde. Allerdings setzt asch-Schaizarī hinzu, dass der Muhtasib einen Händler zum Verkauf zwingen müsse, wenn er sehe, dass dieser ein bestimmtes Lebensmittel gehortet hat, indem er es zu einer Zeit aufgekauft hat, als der Preis noch niedrig war, und dann darauf wartet, dass er bei der Lebensmittelknappheit steigt. Dies müsse er tun, weil das Monopol verboten sei. Tādsch ad-Dīn as-Subkī äußerte, dass die Preisfestlegung dem Muhtasib nach authentischer Überlieferung zu jeder Zeit verboten sei. Es gebe aber auch abweichende Meinungen. So habe man gesagt, dass Preisfestlegungen zur Zeit einer Teuerung (ġalāʾ) zulässig seien. Und nach einer anderen Meinung sei dies zulässig, wenn es sich nicht um importierte Produkte, sondern um heimische landwirtschaftliche Produkte handelte.
In al-Andalus war der Hadith über das Verbot der Preisfestsetzung ebenfalls bekannt, doch enthält das Hisba-Handbuch von as-Saqatī bei einigen Berufen klare Anweisungen für das Verfahren der Preisfestsetzung durch den Muhtasib, so dass anzunehmen ist, dass dieses Verbot übergangen wurde. Dies wird durch einen Bericht des Historiographen Ibn Saʿīd al-Maghribī (gest. 1286) bestätigt. Demnach wagten es die Fleischer in al-Andalus nicht, das Fleisch zu einem anderen Preis zu verkaufen als dem, den der Muhtasib ihnen auf dem Preisschild festgesetzt hatte, weil der Muhtasib manchmal kleine Kinder als verdeckte Ermittler zu ihnen schickte. Sie kauften bei ihm etwas ein, das dann vom Muhtasib auf sein Gewicht überprüft wurde. Wenn das Gewicht nicht dem Kaufpreis entsprach, schloss er daraus auf ihren Umgang mit den anderen Menschen und bestrafte sie. Für die Preisfestsetzung hatte der Muhtasib den Wert der Ware zu schätzen. Dies geschah bei Lebensmitteln üblicherweise in der Art, dass er die Kosten der Zutaten berechnete und dann einen bestimmten Gewinn für den jeweiligen Handwerker festsetzte.

#### Kontrolle der Verkehrswege und Gewässer
Auf dem Markt musste der Muhtasib verhindern, dass Brennholz, Stroh, Wasserschläuche, Dung oder spitze Gegenstände, die die Kleidung der Passanten zerreißen können, durch die Straßen transportiert werden. Wenn einer von den Händlern eine Bank aus seinem Laden in einen engen Durchgang stellte, musste der Muhtasib sie entfernen und den Händler daran hindern, es erneut zu tun. Darüber hinaus war der Muhtasib dafür zuständig, den freien Durchgang in den Straßen der Wohnviertel zu gewährleisten. Wenn Hausbesitzer Dreckwasser oder Regenwasser von ihren Dächern über Rinnen auf die Straße leiteten, dann hatte der Muhtasib dafür zu sorgen, dass sie diese Rinnen durch Röhren ersetzten, durch die das Wasser in eine Grube unter dem Haus geleitet wird. Regenwasser und Morast durften nicht auf den Straßen gelassen werden. Deswegen musste der Muhtasib jemanden beauftragen, der sie beseitigte. Wenn nicht der Herrscher die Straßen reinigen ließ, so musste der Muhtasib die Bewohner des Bezirks dazu anhalten, ihren Bezirk selbst zu reinigen.
Nach dem buyidischen Verwaltungshandbuch sollte der Muhtasib auch dafür sorgen, dass die „Leute der Verkommenheit“ (ahl al-fasād) nicht auf den Straßen herumsitzen. Wenn er einen Menschen, von dem er wusste, dass er durch Vermögen oder Arbeit ein Auskommen hatte, bei den Menschen um Almosen betteln sah, sollte er ihn deswegen tadeln und zurechtweisen. Den Knaben sollte der Muhtasib untersagen, auf der Straße Kämpfe auszutragen oder mit Steinen nacheinander zu werfen.
Darüber hinaus war der Muhtasib auch für die Kontrolle des Schiffsverkehrs zuständig. So hatte er die Aufgabe, die Inhaber von Schiffen daran zu hindern, ihre Schiffe zu überladen oder bei starkem Seegang loszufahren. In der Nacht durften Schiffe das Wasser nur mit seiner Genehmigung befahren. Für Boote hatte der Muhtasib auf dem Wasser einen Ponton anzulegen, an dem sie festgebunden werden konnten. Außerdem sollte der Muhtasib in jedem Hafen einen Sachverständigen (ʿarīf) einsetzen, der alle Seeleute mit Gerechtigkeit behandelt und die Dienstabfolge zwischen ihnen regelt.
Außerdem sollte der Muhtasib dafür sorgen, dass niemand in das Wasser der Flüsse uriniert oder dieses durch Müll, schmutziges Abwasser der Färber oder Tuchwalker oder andere Dinge verunreinigt wird. In Damaskus hatte der Muhtasib die zusätzliche Aufgabe, das Wasser der verschiedenen Bäche und Kanäle zu kontrollieren und dafür zu sorgen, dass dieses Wasser allen Menschen zur Verfügung stand und nicht zum Gegenstand von illegalen Wassernutzungsverträgen gemacht wurde.

#### Sittenpolizeiliche Aufgaben
Eine weitere Aufgabe des Muhtasib war die Durchsetzung der Geschlechtertrennung auf den Märkten und Straßen. Nach dem buyidischen Verwaltungshandbuch sollte der Muhtasib die Ladenbesitzer dazu anhalten, an ihren Läden Scheidewände anzubringen, in der Weise, dass die Frauen sich hinsetzen und ihre Einkäufe von außen tätigen konnten, ohne den Laden zu betreten. Wenn es auf dem Markt Personen gab, die speziell für den Umgang mit Frauen ausersehen waren, dann sollte der Muhtasib ihren Lebenswandel und ihre Vertrauenswürdigkeit prüfen. Ibn al-Uchūwa erklärt, dass der Muhtasib möglichst häufig die Orte aufsuchen solle, an denen sich die Frauen versammeln, wie den Garn- und Leinenmarkt, die Flussufer und die Eingänge der Frauenbäder. Wenn er dort einen jungen Mann antreffe, der mit einer Frau über andere Dinge spreche als Handelsgeschäfte oder sein Augenmerk auf eine Frau richte, solle er ihn zurechtweisen und daran hindern, dort zu stehen. Der Muhtasib solle außerdem Männer zurechtweisen, die ohne Grund in den Straßen der Frauen sitzen. Nach dem buyidischen Verwaltungshandbuch sollte der Muhtasib die Männer daran hindern, Frauen auf den Straßen anzusprechen. Frauen, die sich zu freizügig kleideten, sollte er Tinte über die Kleidung gießen, damit sie sich wieder nach Art „der Leute des Islams“ anzogen.
Eine Urkunde aus der Seldschukenzeit verpflichtet den Muhtasib, in Lehrsitzungen die Frauen von der Berührung mit den Männern und dem Anhören von Predigten zurückzuhalten. Nach asch-Schaizarī sollte der Muhtasib die Sitzungen der Prediger (maǧālis al-wuʿʿāẓ) aufsuchen und verhindern, dass sich Männer und Frauen dort mischen, indem er zwischen ihnen einen Vorhang anbrachte. Männer, die sich als Frauen ausgaben (muḫannaṯūn), sollten vom Muhtasib des Landes verwiesen werden.

#### Aufsicht über die öffentlichen Bäder

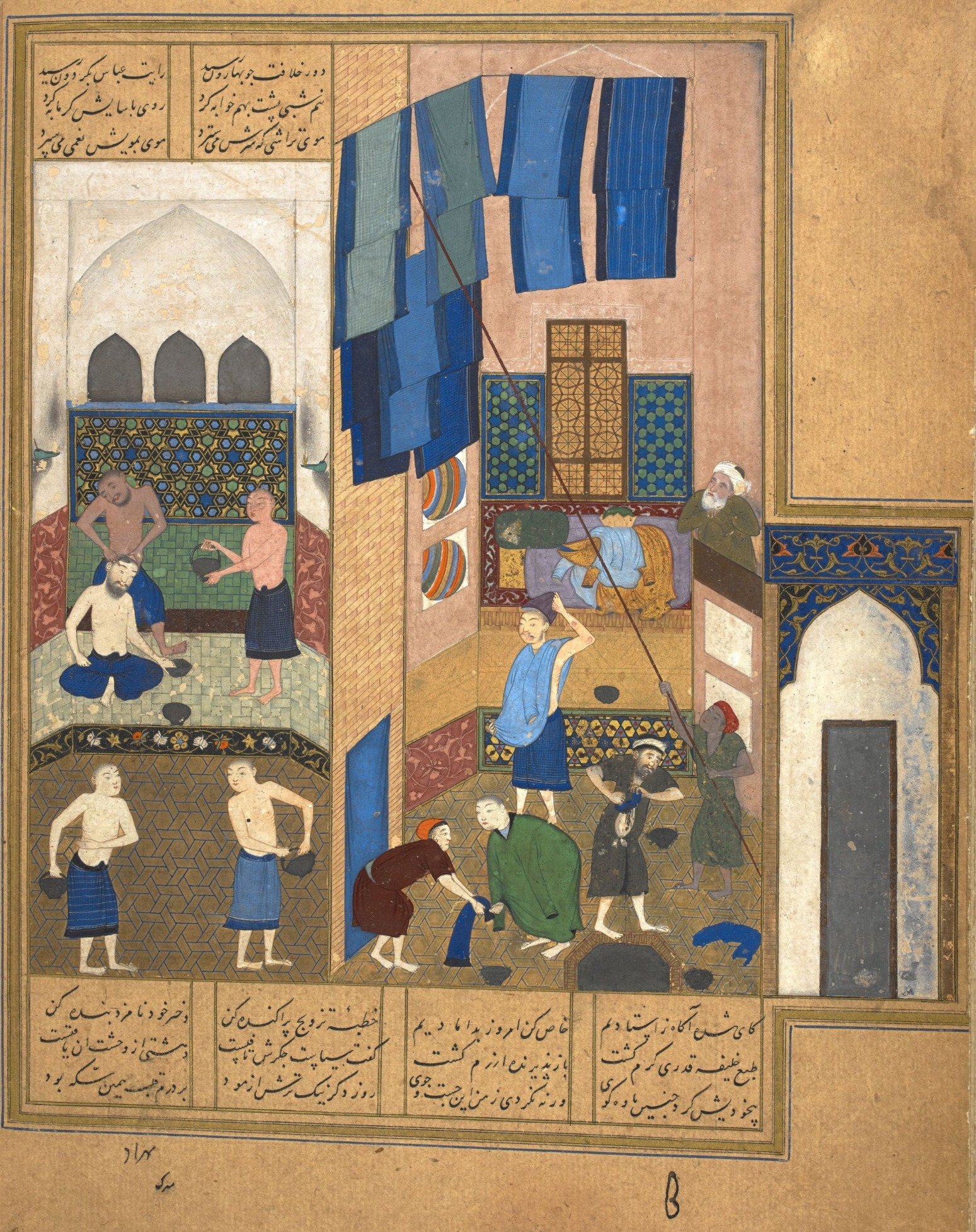
Der Muhtasib war auch für die Überwachung der Ordnung in den öffentlichen Bädern zuständig. Hier die Darstellung eines Bads von Behzād, Iran, 15. Jahrhundert

Außerdem hatte der Muhtasib regelmäßig die öffentlichen Bäder zu inspizieren und zu überprüfen, ob sich die Badewärter an die für sie geltenden Regeln hielten. Den Badehausbesitzern sollte er auferlegen, dass sie niemanden ohne Schurz das Bad betreten lassen. Wenn der Muhtasib bei seinen Kontrollgängen in den Bädern jemanden sah, der seine ʿAura aufgedeckt hatte, sollte er ihn zurechtweisen. Die Badehausbesitzer sollte der Muhtasib anweisen, die Bäder instand zu halten und ihr Wasser ausreichend warm zu halten, die Anlagen mehrmals täglich auszukehren und mit frischem Wasser von Seifenresten zu säubern, damit die Menschen nicht darauf ausrutschten.

#### Aufsicht über die Moscheen und Friedhöfe
Die Kontrollfunktion des Muhtasib erstreckte sich auch über die Moscheen und Freitagsmoscheen. Nach einer seldschukischen Urkunde hatte der Muhtasib ihre Gebetsrufer und Takbīr-Rufer zu überwachen, die Gebetszeiten zu kontrollieren, alle ungesetzlichen Dinge von ihnen fernzuhalten und den Verkauf von Wein in ihrer Nähe zu unterbinden. Nach Ibn al-Uchūwa soll der Muhtasib die Aufseher der Freitagsmoscheen und Moscheen dazu anhalten, die Gebäude jeden Tag zu fegen und von Schmutz zu säubern, den Staub von ihren Matten zu schütteln, ihre Wände abzuwischen und ihre Leuchter jeden Abend mit Brennstoff zu befüllen. Außerdem sollte er die Muezzine hinsichtlich ihrer Kenntnis der Gebetszeiten prüfen. Denjenigen, der sie nicht kannte, sollte er daran hindern, den Gebetsruf abzuhalten, bis er sie erlernt hat. Nach dem zaiditischen Hisba-Text soll der Muhtasib die Muezzine auch davon abhalten, vor das Tor der Moschee zu spucken.
Ibn Taimīya erklärt, dass der Muhtasib die Aufsicht nicht nur über die Muezzine, sondern auch über die Imame habe und diejenigen von ihnen, die bei der Wahrnehmung ihrer Aufgaben nachlässig seien, in die Pflicht nehmen müsse. Den Koranlesern (ahl al-qurʾān) sollte der Muhtasib befehlen, den Koran nur in der von Gott erlaubten psalmodierenden Form (murattilan) zu rezitieren, während er ihnen verbieten soll, ihn in melodischer und intonierter Form vorzutragen, so wie Lieder und Gedichte vorgetragen werden, weil dies die Scharia verboten habe.
Ibn Bassām erklärt, der Muhtasib solle auch die Qādīs davon abhalten, ihre Gerichtssitzungen in den Moscheen abzuhalten. In diesem Zusammenhang verweist er auf einen Muhtasib von Bagdad in den Tagen des Kalifen al-Mustazhir bi-'llah (1094–1118), der dem Ober-Qādī die Abhaltung von Gerichtssitzungen in der Moschee mit der Begründung untersagt hatte, dass die Prozessbeteiligten üblicherweise nicht die für das Gebäude geltenden Reinheitsvorschriften einhielten und die Ruhe störten. Nach Ibn Taimīya sollte der Muhtasib auch dafür sorgen, dass in den Moscheen nicht gepfiffen und geklatscht wird, weil dies im Widerspruch zum Koran (vgl. Sure 8:35) stehe.
Der Muhtasib sollte auch regelmäßig die Friedhöfe aufsuchen und dafür sorgen, dass sie nicht als Weide für das Vieh missbraucht werden. Er sollte außerdem verhindern, dass sich Frauen auf den Friedhöfen oder anderen Orten zur Totenklage versammeln. Wenn er eine Frau laut klagen oder rufen hörte, sollte er sie maßregeln und daran hindern, weil die Totenklage (nauḥ) verboten sei. Nach Ibn ʿAbdūn sollte der Muhtasib zwei Mal pro Tag die Friedhöfe aufsuchen, um zu verhindern, dass Männer auf den freien Flächen der Gräber sitzen, um Frauen zu verführen.

#### Durchsetzung der religiösen Vorschriften
Auch die Durchsetzung des Alkoholverbots gehörte zu den Aufgaben des Muhtasibs. Der zaiditische Hisba-Text erklärt, dass der Muhtasib den Weinhändlern den Verkauf von Wein verbieten und diejenigen, die sich nicht an das Verbot halten, züchtigen solle. Nach asch-Schaizarī sollte der Muhtasib, wenn er auf jemanden stößt, der Alkohol trinkt, diesem 40 bis 80 Peitschenhiebe auf die nackte Haut verabreichen. Tādsch ad-Dīn as-Subkī kennzeichnet die Überprüfung der Lebensmittel (an-naẓar fī l-qūt) und die Sorge um das alkoholische Getränk (al-iḥtirāz fī l-mašrūb) als eine der wichtigsten Pflichten des Muhtasib. Solange der Weinhändler so tun könne, als ob er Sorbet oder Oxymel verkaufe, und solange der Koch vorgaukeln könne, dass Hundefleisch Hammelfleisch sei, müsse der Muhtasib den Zorn Gottes fürchten, denn er dürfe nicht der Grund dafür sein, dass Dinge, die Gott den Muslimen verboten hat, in ihren Bauch gelangen.
Des Weiteren hatte der Muhtasib bei öffentlicher Benutzung von verbotenen Musikinstrumenten wie Oboe, Tanbur, Laute, Zimbel und ähnlichem einzuschreiten. Er sollte in diesem Fall die Instrumente so weit auseinanderbrechen, dass die einzelnen Hölzer nicht mehr zum Musikmachen verwendbar waren, und die Musikanten bestrafen. Außerdem sollte der Muhtasib Sänger und Sängerinnen verbannen und Sklavenhändlern den Verkauf von Sängersklaven und -sklavinnen verbieten. Darüber hinaus sollte er verhindern, dass Tischler oder Drechsler Backgammon- oder Schachspiele herstellen.
Wenn sich die Bewohner eines Ortes oder eines Stadtteils darauf einigten, das Gemeinschaftsgebet in den Moscheen und den Gebetsruf zu den Gebetszeiten auszusetzen, dann war es nach al-Māwardī die Verantwortung des Muhtasib, ihnen die Durchführung von Gemeinschaftsgebet und Gebetsruf zu befehlen. Gegen Einzelpersonen, die nicht zum Gebet erschienen, sollte der Muhtasib dagegen nicht vorgehen, es sei denn, sie machten dies zu ihrer Gewohnheit. Strengere Regeln gibt hier Ibn Taimīya vor. Nach seiner Meinung hat der Muhtasib der Volksmenge die rechtzeitige Durchführung der fünf Gebete zu gebieten und jeden, der nicht betet, zu bestrafen.

#### Bekämpfung von Häresien
Nach allgemeiner Ansicht hat der Muhtasib auch die Aufgabe, häretische Tendenzen zu bekämpfen. So heißt es in dem zaiditischen Hisba-Text, dass der Muhtasib die Menschen daran hindern müsse, ohne Kenntnis der islamischen Normenlehre Geschichten zu erzählen. Außerdem solle er die „unwissenden Geschichtenerzähler“ (al-quṣṣāṣ al-ǧuhhāl) von den Moscheen fernhalten und verhindern, dass sich die Menschen um sie scharen. Al-Māwardī schreibt: „Wenn ein Koranexeget das Buch Gottes in einer Weise interpretiert, dass er den Wortsinn der Offenbarung durch eine esoterische Ketzerei ersetzt, die ihre Bedeutungen unnötigerweise verdunkelt, oder wenn sich ein Traditionarier dadurch hervortut, dass er verwerfliche Hadithe vorbringt, die abstoßend sind oder die Koraninterpretation verderben, obliegt es dem Muhtasib, dies zu missbilligen und zu verhindern.“ Al-Māwardī nimmt hier wahrscheinlich verblümt auf Vertreter schiitischer Lehren Bezug.
Nach Ibn Taimīya sollte der Muhtasib diejenigen Menschen in Wort und Tat zurechtzuweisen, die Handlungen begehen, die im Widerspruch zum Koran, zur Sunna und zum Konsens der Altvorderen (salaf) der Umma stehen. Hierzu gehörten seiner Meinung nach:
- die Verunglimpfung von Prophetengefährten sowie von Imamen, Scheichen und bekannten Herrschern der Muslime,
- die Anzweiflung der von den Gelehrten akzeptierten Hadithe,
- die Überlieferung von erfundenen, dem Propheten untergeschobenen Hadithen,
- Übertreibung in der Weise, dass man Menschen einen göttlichen Rang zuschreibt,
- die Autorisierung von Verstößen gegen die Scharia des Propheten,
- Abweichung (ilḥād) bei den Namen und Zeichen Gottes (vgl. Sure 7:180), die Verdrehung von Worten durch Entfernung von ihrem eigentlichen Platz (vgl. Sure 4:46), die Leugnung der Vorsehung Gottes, und
- die Aufführung von magischen Tricks (ḫuzaʿbalāt siḥrīya) und auf physikalischen Gesetzen fußender Gaukelei (šaʿbaḏa ṭabīʿīya), die den Wundern von Propheten oder Gottesfreunden gleicht.[147]

Sobald jemand im Verdacht stand, derartige unrechtmäßige Neuerungen zu begehen, sollte der Muhtasib ihn nicht nur zurechtweisen, sondern auch die Menschen daran hindern, mit ihm zusammenzutreffen.

#### Niederhaltung der Ahl adh-Dhimma
Nach verbreiteter Auffassung war der Muhtasib auch für die Niederhaltung der Ahl adh-Dhimma zuständig. So sollte er ihnen befehlen, nichts von ihrem „Götzendienst“ öffentlich zu zeigen. Nach einer seldschukischen Urkunde hatte der Muhtasib die Aufgabe, die Ahl adh-Dhimma durch das vorgeschriebene gelbe Tuch (ġiyār) zu kennzeichnen. Gemäß asch-Schaizarī oblag dem Muhtasib auch die Einsammlung der Dschizya. Er erklärt, dass der Muhtasib hierbei so verfahren soll, dass er sich zunächst vor dem betreffenden Mann aufstellte, ihm mit der Hand auf eine Seite des Halses schlägt und dann ausruft: „Leiste die Dschizya, o Ungläubiger!“ (addi l-ǧizya, yā kāfir).

### Die Amtsgewalt des Muhtasib und ihre Beschränkungen

#### Ermittlungs- und Jurisdiktionsbefugnis
Das Amt des Muhtasib geht nach dem malikitischen Rechtsgelehrten Ibn Sahl (gest. 1093) insofern über dasjenige des Qādī hinaus, als der Muhtasib eigenständig Ermittlungen über verbotene Handlungen anstellen kann, auch wenn diese ihm nicht zugetragen werden. Der Qādī urteilt dagegen nur über dasjenige, das ihm unterbreitet wird.
Umgekehrt ist auch die Jurisdiktionsbefugnis des Muhtasib sehr beschränkt. Nach al-Māwardī darf er sich nur mit unzweifelhaften Fällen befassen, in denen eine Übertretung untrüglich stattgefunden hat. Anders als der Qādī darf er sich nämlich nicht auf Beweise stützen und auch keinen Eid schwören lassen. Wenn es auf dem Markt um die Frage einer Falschmessung zu einem Konflikt kommt, darf sich der Muhtasib nur mit dem Fall befassen, so lange es keine gegenseitige Ableugnung gibt. Sobald aber einer der Streitbeteiligen Dinge abstreitet, ist nicht mehr der Muhtasib, sondern der Qādī für den Fall zuständig. Zwar ist der Muhtasib nicht zur Jurisdiktion befugt, doch hat er eine Kontrollfunktion gegenüber dem Qādī. So hat er das Recht, den Qādī zur Erfüllung seiner Pflichten anzuhalten, wenn er, ohne dass ein Hinderungsgrund vorliegt, es ablehnt, sich mit den Rechtsstreitigkeiten von Personen zu befassen, die sich an ihn wenden, so dass die Rechtsprechung zum Stillstand kommt und die Prozessgegner Schaden erleiden. Der hohe Rang des Qādī, so betont al-Māwardī, solle den Muhtasib nicht davon abhalten, dessen Fehlverhalten zu tadeln.
Anders als östliche Autoren, die dem Muhtasib jegliche Jurisdiktionsgewalt absprachen, nahmen westliche Autoren an, dass er eine solche Kompetenz in eingeschränkter Weise besitze. So meinte zum Beispiel der andalusische Gelehrte Ibn ʿAbdūn, dass in Fällen, in denen der Qādī verhindert sei, der Muhtasib solche Dinge entscheiden dürfe, die ihm und seiner Stellung angemessen seien. Ibn ʿAbdūn betonte auch sehr stark die Notwendigkeit der Kooperation zwischen Muhtasib und Qādī und erklärte, dass das Muhtasib-Amt „der Bruder“ des Qādī-Amtes sei. Er betrachtet den Muhtasib als den Sprecher (lisān), Wesir, Türhüter und Stellvertreter des Qādī. Ibn Farhūn (gest. 1397) äußerte, dass der Muhtasib zwar nicht befugt sei, über Rechtsfälle zu entscheiden, die Ehe- oder Handelsgeschäfte betreffen, er jedoch bei Hisba-typischen Angelegenheiten wie den Vorbauten von Häusern, die auf die Straße ragen, auch Recht sprechen könne.

#### Ausspähverbot
Der Ermittlungsauftrag des Muhtasib war allerdings durch das Verbot der Ausspähung (taǧassus) beschränkt. Dieses besagt, dass der Muhtasib keine Vergehen auskundschaften durfte, die nicht öffentlich geschahen. Derartige Vergehen durfte der Muhtasib auch nicht publik machen. Eine Ernennungsurkunde der Choresm-Schahs erklärt, dass der Muhtasib keine Mauern ersteigen, keine Schleier heben, keine Tore aufbrechen und auch nicht an die Öffentlichkeit zerren dürfe, was Gott zu verbergen befohlen habe.
Als Grundlage für das Ausspähverbot wird auf einen Bericht verwiesen, wonach der zweite Kalif ʿUmar ibn al-Chattāb (reg. 634–644) einmal über das Dach in das Haus eines Mannes einstieg, ihn dort etwas Verbotenes tun sah und deswegen zurechtwies. Der Mann erwiderte daraufhin, dass er selbst zwar gegen eine koranische Vorschrift verstoßen habe, ʿUmar jedoch gleich gegen drei, nämlich erstens „Spioniert nicht!“ (Sure 49:12), zweitens „Betretet die Häuser durch die Türen!“ (Sure 2:189) und „Betretet keine Häuser, die nicht eure Häuser sind, bevor ihr um Erlaubnis gebeten und ihre Bewohner gegrüßt habt“ (Sure 24:27). ʿUmar ließ daraufhin von ihm ab. Der indopersische Geschichtsschreiber Badā'unī (gest. ca. 1615) berichtet von einem Vorfall, bei dem private Muhtasibs über die Mauer in das Haus eines für seine Ausschweifungen bekannten Gelehrten aus Lahore eindrangen, als er in Gesellschaft einer Sängerin Wein trank. Sie zerschlugen die Weinkrüge und Musikinstrumente und wollten ihn bestrafen. Er verwies sie jedoch wie der Mann, in dessen Haus ʿUmar eingedrungen war, auf die drei Koranverse und machte ihnen auf diese Weise klar, dass sie größere Vergehen begangen hatten als er, woraufhin sie beschämt abzogen.
Wer in seinem eigenen Haus eine Sünde begeht, darf vom Muhtasib nicht ausgespäht werden. Selbst wenn er aus dem Inneren eines Hauses den Klang verbotener Musikinstrumente hört, darf der Muhtasib nicht gewaltsam in das Haus eindringen, sondern darf die Missetäter nur von außen maßregeln. Eine Ausnahme soll nach Ibn al-Uchūwa nur dann gelten, wenn das Vergehen die Verletzung eines heiligen Gutes (intihāk ḥurma) einschließt, das nicht mehr wiederherstellbar ist. Wenn dem Muhtasib zum Beispiel von einer vertrauenswürdigen Person zugetragen wird, dass sich ein Mann mit einem anderen Mann in ein Haus zurückgezogen hat, um ihn zu töten, oder sich mit einer Frau dorthin zurückgezogen hat, um mit ihr außerehelichen Geschlechtsverkehr zu begehen, darf er zur Vermeidung der Verletzung heiliger Güter und der Begehung von verbotenen Handlungen Nachforschungen anstellen und die betreffenden Personen ausspähen.

#### Die Frage des Idschtihād
Umstritten war die Frage, wie weit der Muhtasib bei der Beurteilung zweifelhafter Fälle eigenen Idschtihād anwenden darf. Nach al-Māwardī durfte er nur hinsichtlich der Fragen, die nach dem ʿUrf beurteilt werden, eigenen Idschtihād ausüben. Dieser ʿUrf-Idschtihād betrifft vor allem die Frage, was schädlich ist und was nicht. Bei Fragen, die nach der Scharia beurteilt werden, soll ihm der Idschtihād dagegen verwehrt sen. Darüber hinaus teilt al-Māwardī mit, es bestehe ein Gelehrtendissens hinsichtlich der Frage, ob der Muhtasib bei den verwerflichen Dingen, über die die Rechtsgelehrten unterschiedliche Ansichten haben, die Menschen zu seinem eigenen Urteil bekehren dürfe, zu dem er über Idschtihād gelangt ist. Er referiert hierzu zwei unterschiedliche Meinungen innerhalb der schafiitischen Rechtsschule. Nach der Meinung von Abū Saʿīd al-Istachrī, der zu Beginn des zehnten Jahrhunderts das Amt der Hisba von Bagdad ausübte, durfte der Muhtasib so handeln, musste aber dementsprechend auch die Fähigkeit zum Idschtihād hinsichtlich der religiösen Normen (aḥkām ad-dīn) besitzen. Nach der anderen Meinung war der Muhtasib dazu nicht befugt, musste aber dementsprechend auch keine Idschtihād-Befähigung besitzen, sondern nur die Verbote kennen, über die Einigkeit besteht.
Nach Ibn al-Uchūwa darf ein Muhtasib, der nicht über ausreichend Wissen und Idschtihād-Kompetenz verfügt, religiöse Lehren nicht selbst beurteilen, sondern muss sich bei deren Beurteilung auf den Konsens der Gelehrten stützen. Er warnt in diesem Zusammenhang vor der großen Gefahr, dass sich ein unwissender Muhtasib in Dinge einmischt, von denen er nichts versteht. Der Schaden, den er dann bewirke, sei größer als der Nutzen.

#### Strafgewalt

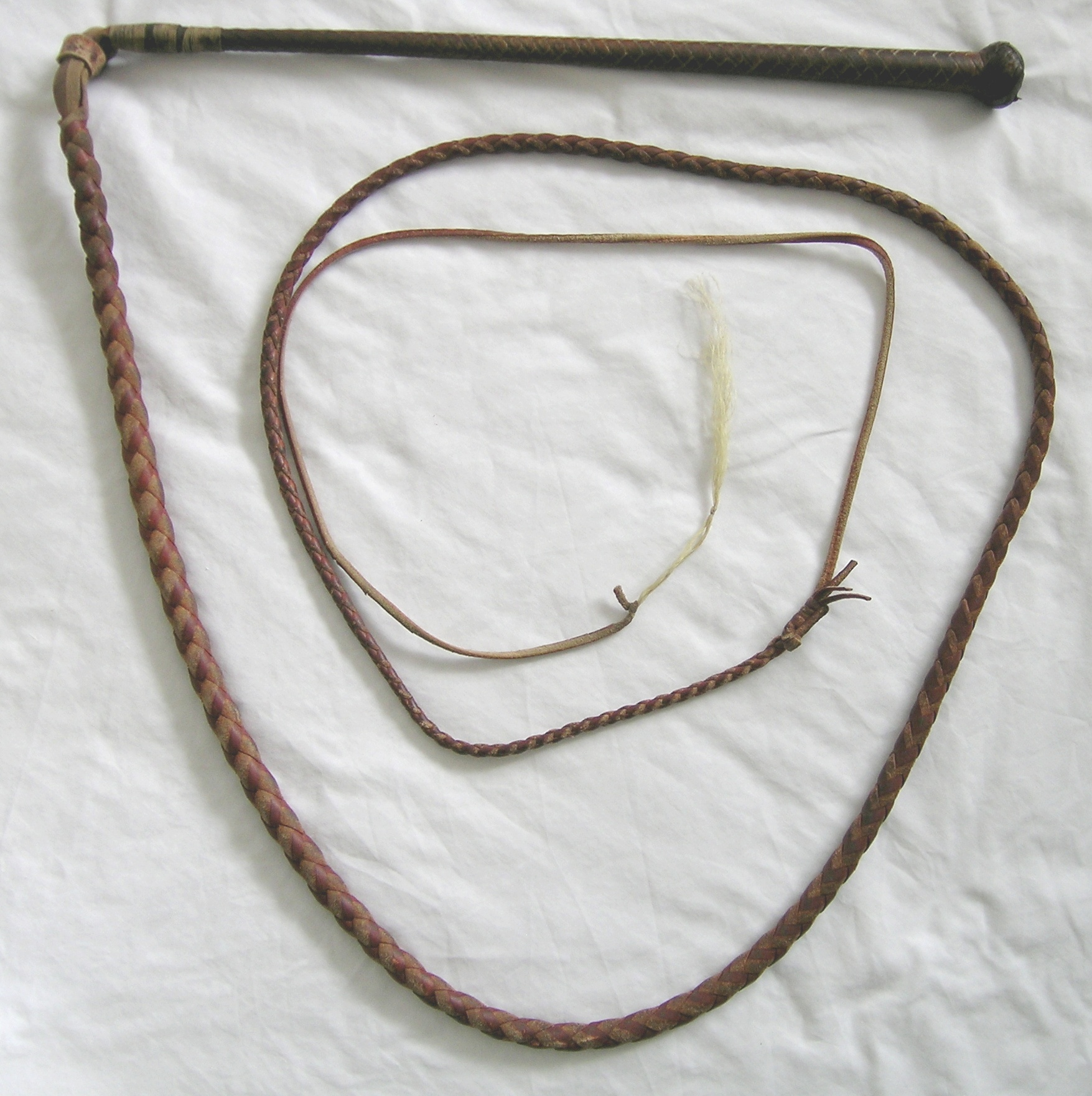
Die Peitsche gehörte zu den wichtigsten Strafwerkzeugen des Muhtasib

Die wichtigsten Strafwerkzeuge des Muhtasib waren Peitsche, Dirra und Turtūr. Die Dirra war eine mit Dattelkernen gefüllte Kuh- oder Kamelhaut. Sie soll eine Erfindung von ʿUmar ibn al-Chattāb gewesen sein. Bei dem Turtūr handelt es sich um eine Filzmütze, die mit bunten Stoffflicken, Onyx, Muscheln, Glöckchen sowie Fuchsschwänzen und Katzenschwänzen geschmückt war. Sie wurde dem Delinquenten auf den Kopf gesetzt, wenn er im Rahmen einer Ehrenstrafe auf dem Strafesel durch die Stadt geführt wurde.
Für manche Delikte, die der Muhtasib zu verfolgen hatte, werden konkrete Körperstrafen genannt. So sagt asch-Schaizarī, dass der Muhtasib, wenn er auf jemanden stößt, der Alkohol trinkt, ihm 40 Peitschenhiebe auf die nackte Haut verpassen soll. Er solle dabei die Hand, die die Peitsche hält, soweit heben, dass die weiße Haut seiner Achselhöhle sichtbar wurde, und dann die Peitschenhiebe auf seine Schultern, seine Gesäßbacken und seine Oberschenkel verteilen. Nach Meinung Ibn Taimīyas hatte der Muhtasib vor allem denjenigen, der nicht betet, mit Schlägen zu bestrafen.
Strittig war die Frage, ob der Muhtasib eigenständig Haftstrafen verhängen darf. Dem buyidischen Muhtasib von Raiy wurde in der Ernennungsurkunde erlaubt, Missetäter einzusperren. Nach al-Māwardī durfte der Muhtasib dagegen keine Delinquenten einsperren, weil dies den Beschluss eines Qādī erforderte. Ibn Taimīya meinte, dass der Muhtasib denjenigen, der nicht die fünf Gebete durchführt, auch durch Gefangensetzung bestrafen könne.
Die Befugnis zur Amputation oder zur Tötung des Delinquenten hatte der Muhtasib dagegen nicht. Nach Auffassung asch-Schaizarīs war der Muhtasib aber dafür zuständig, bei Zinā-Vergehen die Hadd-Strafe zu vollziehen, wenn das Vergehen beim Imam bestätigt war. Im Falle von Männern und Frauen, die Zinā im Ihsān-Zustand begangen hatten, sollte der Muhtasib eine Volksmenge außerhalb der Stadt versammeln, um dort öffentlich mit ihnen die Steinigung des Delinquenten bzw. der Delinquentin zu vollziehen. Wenn der Delinquent mit einem Knaben Unzucht begangen hatte, sollte ihn der Muhtasib von der höchsten Stelle des Ortes hinabstürzen.
Strafen, die der Muhtasib nicht auszuführen befugt war, durfte er Delinquenten aber durchaus androhen, um sie einzuschüchtern. Ibn al-Uchūwa rechtfertigt dies damit, dass Salomo bei seinem Urteil über die zwei Dirnen ebenso verfahren war. Die Abschreckungsfunktion des Muhtasib wird auch von anderen Autoren hervorgehoben. So erklärt asch-Schaizarī, dass der Muhtasib zur Einschüchterung potentieller Delinquenten seine drei Strafinstrumente (Peitsche, Dirra und Turtūr) an seiner Dikka aufhängen solle. Berufsgruppen wie die Apotheker, deren Schwindeleien kaum zu kontrollieren waren, sollte er besonders häufig durch Strafandrohungen in Furcht versetzen. Al-Māwardī erklärt, dass der Muhtasib, wenn er sein Amt mit Schärfe (salāṭa) und Grobheit (ġilẓa) ausübe, sich keiner Übertretung oder Rechtsverletzung schuldig mache, weil die Hisba ein Amt sei, das der Erweckung von Furcht (ruhba) diene.

### Besonderheiten bei den Zaiditen
Bei den Zaiditen hatte der Muhtasib einige Sonderaufgaben. So war er dafür verantwortlich, dass beim Gebetsruf und der Iqāma die Formel Ḥaiya ʿalā ḫayri l-ʿamal rezitiert wurde, die das Kennzeichen der Ahl al-bait darstellt, und er sollte den Gläubigen verbieten, sich vor dem Gebet über die Schuhe zu streichen. Wenn eine Person vor dem zaiditischen Imam flüchtete, oblag es dem Muhtasib, dessen Haus niederzureißen.
Eine Besonderheit des zaiditischen Staatsrechts ist, dass es dem Muhtasib auch politische und militärische Vollmachten zuerkennt. Der Muhtasib kann im Falle des Fehlens eines rechtmäßigen Imams die Rolle eines Verwesers einnehmen. Er ist dann dafür zuständig, das Land und die Grenzen gegen Angreifer zu verteidigen, die Stiftungen zu erhalten, Wasserstellen, Moscheen und Wege zu inspizieren und Übergriffe unter der Bevölkerung abzuwenden. Beim Erscheinen eines rechtmäßigen Imams hat er sofort zurückzutreten.

## Das Amt nach dem Ende des abbasidischen Kalifats von Bagdad …
Nach dem Ende des abbasidischen Kalifats von Bagdad (1258) wurde das Amt des Muhtasib in den verschiedenen islamischen Staaten fortgeführt, wobei allerdings verschiedene Veränderungen eintraten, die in den folgenden Abschnitten beschrieben werden.

### … bei den Mamluken in Ägypten und Syrien

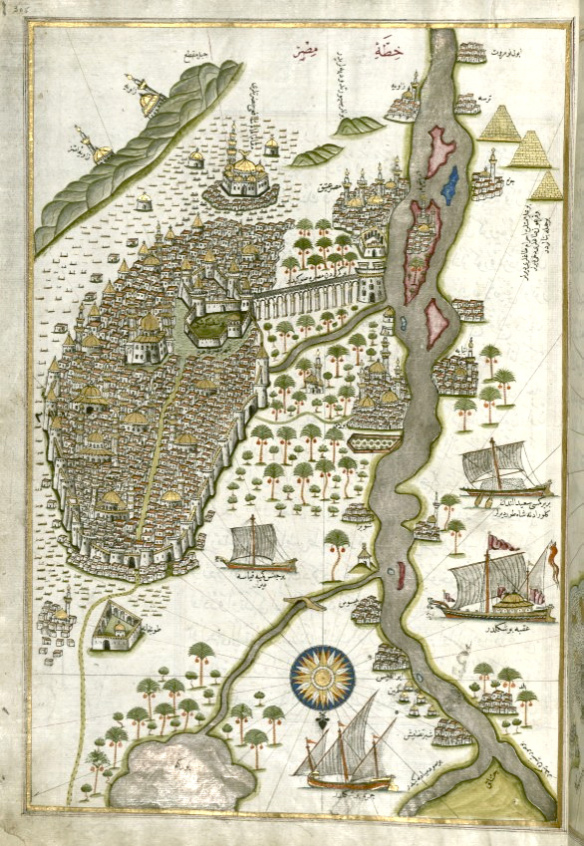
Kairo und al-Fustāt (hier auf einer Karte von Piri Reis) waren im 15. Jahrhundert noch separate Städte mit jeweils eigenen Muhtasibs. Das direkt am Nil liegende al-Fustāt ist im oberen Bildteil erkennbar.

Unter den Mamluken (1250–1517) gab es in Ägypten drei Muhtasibs, einen in Kairo, der gleichzeitig für Unterägypten mit Ausnahme von Alexandria verantwortlich war, einen in Alexandria, der nur für diese Stadt zuständig war, und schließlich einen in al-Fustāt, dessen Jurisdiktionsbereich sich über ganz Oberägypten erstreckte. Die beiden Muhtasibs von Kairo und al-Fustāt waren wie der Ober-Qādī, der Militär-Qādī, die vier obersten Muftis und der Leiter der Finanzbehörde Teil des Hofstaates des Herrschers (al-ḥaḍra as-sulṭānīya). Der Muhtasib von Kairo hatte von allen Muhtasibs den höchsten Rang inne. Er hatte im „Haus der Justiz“ (dār al-ʿadl) seinen Sitzplatz unterhalb des Leiters der Finanzbehörde oder, wenn er über größere Bildung verfügte, auch oberhalb von ihm. Auch in den syrischen Provinzen gab es Muhtasibs. Sie wurden durch die Provinzgouverneure ernannt.

#### Veränderungen in der Ämterbesetzung
Für die Zeit zwischen 1265 und 1517 lassen sich in Kairo insgesamt 184 Muhtasibs nachweisen, von denen 30 das Amt mehrfach bekleideten. Für al-Fustāt, wo das Amt nur bis 1440 bestand, lassen sich 62 Muhtasibs nachweisen, von denen 13 das Amt mehrmals bekleideten. Anfang des 15. Jahrhunderts versahen fünf Muhtasibs das Amt gleichzeitig in Kairo und al-Fustāt.
Der ägyptische Kanzleibeamte al-Qalqaschandī (gest. 1418), der in seinem Verwaltungshandbuch Ṣubḥ al-aʿšā die Ämterorganisation des Mamlukenreichs beschreibt, rechnet die Muhtasibs von Kairo und al-Fustāt noch den religiösen Amtsträgern (arbāb al-waẓā'if ad-dīnīya) zu. Allerdings erlebte das Amt in Kairo im Laufe der Zeit einen Wandlungsprozess, der dazu führte, dass immer häufiger Angehörige der Militärklasse zum Muhtasib ernannt wurden. Mit Jonathan Berkey, der die biographische und historiographische Literatur der Zeit ausgewertet hat, lässt sich dieser Prozess in sechs aufeinanderfolgende Phasen einteilen:
1. In der Zeit von 1260 bis zum Ende des 14. Jahrhunderts wurde das Amt fast ausschließlich Angehörigen der ʿUlamā' übertragen. Viele von ihnen fungierten zu einem bestimmten Zeitpunkt auch als Qādī oder lehrten Fiqh an einer der zahlreichen Madrasas von Kairo. Wie aus dem Hisba-Buch von Ibn al-Uchūwa (gest. 1329) hervorgeht, wurde es in seiner Zeit noch als Pflicht des Sultans betrachtet, den Muhtasib mit ausreichendem Lebensunterhalt zu versehen.[196] Ab den 1380er Jahren wurde es jedoch üblich, dass der Sultan die Muhtasibs bei der Einsetzung verpflichtete, ihm anschließend dafür eine bestimmte Summe zu zahlen. Die Muhtasibs konnten dieses Versprechen nur deswegen abgeben, weil sie selbst bei den Händlern Abgaben erhoben.[197] Damit zeichnet sich der Übergang zum Steuerpachtsystem ab.
2. Von 1396 bis 1413 war das Muhtasib-Amt besonders instabil: Muhtasibs wurden häufig innerhalb von kürzester Zeit ernannt und entlassen, manchmal wieder eingesetzt und wieder entlassen. Die durchschnittliche Amtsdauer betrug weniger als drei Monate.[198] Eine Person, Muhammad ibn ʿUmar al-Dschābī, wurde in dieser Zeit sogar insgesamt 18 Mal zum Muhtasib ernannt.[199] Das Amt wurde zum Spielball verschiedener rivalisierender Emire, die es mit ihren Günstlingen zu besetzen versuchten. Dies zeigt besonders deutlich die sogenannte Muhtasib-Affäre (1399–1401), in der die beiden Gelehrten al-Maqrīzī (1364–1442) und Badr ad-Dīn al-ʿAinī (1361–1451), die in verschiedene Patronagesysteme eingebunden waren, viermal gegeneinander ausgetauscht wurden.[200] Erstmals wurden in dieser Zeit auch Personen, die nicht der Gelehrtenklasse angehörten, zum Muhtasib ernannt.[198]
3. Die Zeit zwischen 1413 und 1422, die mit der Herrschaft von al-Mu'aiyad Schaich zusammenfällt, stellt eine Übergangsperiode dar. Zwar wird das Amt noch öfters mit Religionsgelehrten besetzt, zum Beispiel mit dem besonders strengen Sadr ad-Dīn Ibn al-ʿAdschamī, doch kommen zum ersten Mal auch mamlukische Emire zum Einsatz. Die durchschnittliche Amtsdauer der Muhtasibs steigt wieder etwas. Während einer Hungersnot im Jahre 1416 übernimmt der Sultan für kurze Zeit selbst das Muhtasib-Amt.[201]
4. Während der Herrschaft von al-Aschraf Barsbāy, die von 1422 bis 1438 andauert, kehrt wieder Stabilität ein. Insgesamt finden nur vier Amtswechsel statt: Zwei Mal wird erneut Badr ad-Dīn al-ʿAinī zum Muhtasib ernannt, die anderen Amtsträger sind ein Emir und ein Bürokrat.[202]
5. In der Zeit zwischen 1438 und 1505 wird das Amt fast nur noch mit Angehörigen der Militärklasse besetzt: hochrangigen Emiren oder Mamluken, die auf dem Weg zu dieser Position sind. Dadurch verliert das Amt seinen religiösen Charakter. Die durchschnittliche Amtszeit liegt bei 16 Monaten.[203]
6. Zwischen 1505 und der Einnahme Kairos durch die osmanischen Armeen im Jahre 1517 befand sich das Amt fast durchgehend in der Hand von Zain ad-Dīn Barakāt ibn Mūsā, einem Mann beduinischer Herkunft. Er konnte als Gefährte des Sultans enorme Macht anhäufen und fungierte bei dessen Abwesenheit als sein Stellvertreter.[204]

Anders als in Kairo wurden in al-Fustāt die Muhtasibs durchgehend aus der Klasse der Religionsgelehrten ausgewählt.

#### Veränderungen im Aufgabenfeld
Aus zeitgenössischen Chroniken geht hervor, dass einige Muhtasibs der Mamlukenzeit ihre religiösen Kontrollaufgaben sehr ernst nahmen. So erwähnt al-Maqrīzī, dass im Rabīʿ al-auwal 822 (= März/April 1419) der Muhtasib Ibn al-ʿAdschamī die „Orte des Verderbens“ (amākin al-fasād) aufsuchte und selbst Tausende von Weinkrügen verschüttete und zerschlug. Außerdem verbot er den Frauen die Totenklage, untersagte die öffentlichen Haschisch-Gelage und hinderte die Prostituierten daran, auf Märkten und an zweifelhaften Orten nach Freiern Ausschau zu halten. Ibn al-ʿAdschamī verpflichtete Juden und Christen, ihre Ärmel zu verengen, ihre Turbane auf eine Länge von sieben Ellen zu verkleinern, und die Bäder nur noch mit am Hals befestigten Schellen zu betreten. Ihre Frauen mussten gefärbte Überwürfe tragen, und zwar die jüdischen Frauen gelbe und die christlichen Frauen blaue. Da aber eine Gruppe von Menschen für sie Partei ergriff, wurde nur ein Teil dieser Maßnahmen wirklich umgesetzt, andere dagegen nicht. Einige Monate später, als Nachrichten über eine schlechte Behandlung von Muslimen durch den Herrscher von Äthiopien Ägypten erreichten, wurde der Muhtasib erneut mit Maßnahmen gegen Christen beauftragt. So beschimpfte er im Auftrag des Sultans den koptischen Patriarchen, mit der Begründung, dass die Christen die ihnen auferlegten Kleidungsvorschriften vernachlässigt hatten, und führte den früheren christlichen Sekretär des Sultans nackt durch die Straßen von Kairo.
Wie zuvor bei den Fatimiden sah man aber die Hauptzuständigkeit des Muhtasib in der Lebensmittelversorgung. Das spiegelt sich auch auf der Ebene der theoretischen Texte wider. So erklärt Ibn Bassām, dass der Muhtasib einen Bevollmächtigten an der Meeresküste haben sollte, wo das Getreide ankomme, damit dieser ihn darüber informieren könne, was jeden Tag bei ihm eintreffe. Der Muhtasib habe dann die Aufgabe, das Getreide entsprechend der Einwohnerzahlen im Lande zu verteilen. Tādsch ad-Dīn as-Subkī definierte es als die Pflicht des Muhtasib, die Nahrungsmittel zu überwachen und dafür Sorge zu tragen, dass den Muslimen alle lebensnotwendigen Gegenstände zur Verfügung stehen. Muhtasibs, denen es nicht gelang, Teuerungen zu verhindern, mussten mit dem Volkszorn rechnen oder wurden entlassen und manchmal sogar ausgepeitscht.
Daneben rückte der Muhtasib immer stärker in die Rolle eines für die Märkte zuständigen Steuereintreibers. 1378 wurde dem Muhtasib von Kairo die Aufgabe übertragen, bei Händlern und Geldwechslern die Zakāt einzusammeln. Schon um die Mitte des 14. Jahrhunderts war es außerdem üblich geworden, dass der Muhtasib bei Händlern und Handwerkern eine monatliche Gebühr einzog, die mušāhara genannt wurde. In den letzten hundert Jahren der mamlukischen Herrschaft, als sich die Steuerbasis des Staates verringerte, wurde diese fiskalische Aufgabe des Muhtasib immer wichtiger. Der Staat war zunehmend auf die vom Muhtasib eingezogenen Steuern angewiesen. Einzelne mamlukische Herrscher unternahmen im 15. Jahrhundert Versuche, die Hisba-Abgaben wieder abzuschaffen, doch konnten sie sich damit nicht durchsetzen. Der Funktionswandel des Amtes erklärt auch, warum immer öfter Angehörige der Militärelite mit ihm betraut wurden.
Die Hisba muss ein einträgliches Geschäft gewesen sein, denn für die Einsetzung in dieses Amt waren Personen bereit, Beträge bis zu 15.000 Dinar zu bezahlen. Umgekehrt waren auch die vom Muhtasib an den Staat abgeführten Summen sehr hoch. Ibn Iyās berichtet 1516, dass sie jährlich 76.000 Dinar betrugen.

### … unter Ilchanen und Timuriden
Nach ihrer Konversion zum Islam setzten auch die Ilchane in Iran Muhtasibs ein. Der persische Kanzleisekretär Muhammad ibn Hinduschāh Nachdschawānī, der um 1340 für die Ilchane ein Verwaltungshandbuch verfasste, erwähnt darin einen Gelehrten namens Diyā’ ad-Dīn Muhammad, der aufgrund seiner großen Frömmigkeit zum Muhtasib der Hauptstadt Täbris ernannt wurde, um dort „so, wie es in den Rechtsbüchern beschrieben ist, das Rechte zu gebieten und das Unrechte zu verbieten und die muslimischen Gruppen zur Befolgung der Traditionen der Scharia zu bringen.“ Muhtasibs gab es offenbar in jeder Provinz. Als sich Ghāzān Chān dazu entschloss, die Gewichte und Maße in seinem Reich zu vereinheitlichen, befahl er, dass dies in jeder Provinz in Anwesenheit des Muhtasib durchgeführt werden sollte.
Der Muhtasib erhielt bei den Ilchanen keine staatliche Besoldung, sondern zog eigene Gebühren ein. Nachdschawānī ermahnte die Basarhändler, die Gebühren, die jedem Geschäft wöchentlich und monatlich auferlegt waren, an den Muhtasib zu entrichten und dabei nichts zurückzuhalten. Nachdschawānī hielt Preisfestlegungen durch den Muhtasib für zulässig, warnte aber, dass sich der Muhtasib dabei wegen des genannten Prophetenhadith um Wahrhaftigkeit (ḥaqq) und Aufrichtigkeit (ṣidq) bemühen und einen Preis festlegen müsse, mit dem sowohl die Vornehmen als auch das einfache Volk einverstanden seien. Wenn dann Händler oder Handwerker stattdessen einen eigenen Preis festsetzten, sollte dieser keine Gültigkeit haben und die betreffenden Personen bestraft werden. Muhtasibs, die ihre Amtsgewalt dazu benutzten, das Leben der Bevölkerung einzuengen, sollten nach Nachdschawānīs Auffassung abgesetzt werden.
Auch die Timuriden in Zentralasien setzten Muhtasibs ein. Hans Robert Roemer hat drei Muhtasib-Ernennungsurkunden aus der Timuridenzeit übersetzt und ausgewertet. Sie stammen aus dem Inschā'-Werk des persischen Gelehrten ʿAbdallāh Marwarīd (gest. 1516), der selbst eine Zeitlang das Muhtasib-Amt in der timuridischen Hauptstadt Herat versah. In diesen Ernennungsurkunden werden unter anderem das Ausgießen des Weins und anderer berauschender Getränke sowie das Zerbrechen der betreffenden Gefäße, das Zertrümmern von Musikinstrumenten wie Gitarren und Flöten und die Unterdrückung der Taubenspieler als Aufgaben des Muhtasib genannt. Von Schāh Ruch, der von 1409 bis 1447 in Chorasan und Transoxanien herrschte, wird berichtet, dass er den Muhtasibs große Vollmachten gab. Die Regel, wonach der Muhtasib keine Privathäuser betreten durfte, wurde unter seiner Herrschaft außer Kraft gesetzt. Die Muhtasibs von Herat sollen auch Häuser hochgestellter Persönlichkeiten betreten und den Wein ausgegossen haben, wenn sie welchen fanden. Schāh Ruchs Sohn Ulugh Beg, der ab 1409 von Samarkand aus über Transoxanien herrschte, setzte dort ebenfalls einen Muhtasib ein, hatte jedoch mehrfach Konfrontationen mit ihm, weil sowohl er als auch sein Schaich al-Islām öfters Feiern veranstalteten, bei denen Wein getrunken wurde und Frauen anwesend waren.

### … im Osmanischen Reich

#### In den osmanischen Kerngebieten
Die früheste Erwähnung eines Muhtasib auf dem Gebiet des Osmanischen Reichs findet sich in einer Urkunde aus Bursa aus dem Jahre 1385. Später wurden auch viele andere osmanische Städte mit Muhtasibs ausgestattet. Das Aufgabenfeld des frühosmanischen Muhtasib oder Ihtisāb Ağası, wie er auch genannt wurde, ist durch mehrere Urkunden von Mehmed II. und Bayezid II. dokumentiert. Eine Ernennungsurkunde aus dem Jahre 1479 für den Muhtasib von Edirne weist ihm religiöse und ökonomische Aufgaben zu: Er soll diejenigen, die das Gebet vernachlässigen oder berauschende Getränke trinken, zurechtweisen, zusammen mit den Marktleuten den Höchstpreis (narḫ) der Lebensmittel festlegen und Maße und Gewichte überprüfen. Einmal im Monat soll er alle Handwerker überprüfen. Diejenigen, die er mit falschen Gewichten oder Maßen antrifft, soll er entsprechend der Schwere des Vergehens mit Geldstrafen belegen.
Die Aufsichts- und Inspektionspflichten der Muhtasibs von Istanbul, Bursa und Edirne sowie die von ihnen zu verhängenden Strafen und Steuern wurden 1502 in drei sehr ausführlichen Ihtisāb-Reglements kodifiziert. Das Reglement für Istanbul, das von N. Beldiceanu übersetzt und in 51 Paragraphen eingeteilt wurde, weist gegenüber den klassischen Hisba-Regeln einige Zusatzbestimmungen auf. So wurde festgelegt, dass der Muhtasib ein Mal pro Woche den Getreidemarkt kontrollieren soll (§ 15), dass er die Stoffhändler bestrafen soll, die die Regelgrößen der Stoffe nicht einhalten (§ 25) und dass Bootsladungen nur mit Zustimmung des Muhtasib verkauft werden dürfen (§ 37). Bei Preisfestlegungen sollte der Muhtasib Händlern eine Gewinnspanne von 10 bis 15 Prozent gewähren; Geldverleiher durften bis zu 12 Prozent Zinsen nehmen. Personen, die diese Höchstsätze überschritten, sollte der Muhtasib bestrafen (§§ 5, 17, 40, 49). Außerdem wurde bestimmt, dass der Muhtasib diejenigen, die das Gebet nicht verrichteten, mit Hilfe der Stadtteil-Imame überwachen lassen sollte. Wenn sie ihr Verhalten nicht änderten, sollte er sie bestrafen (§ 47). Als Strafen waren je nach Fall Stockschläge, Geldstrafen, Halseisen oder das öffentliche unehrenhafte Herumführen vorgesehen.

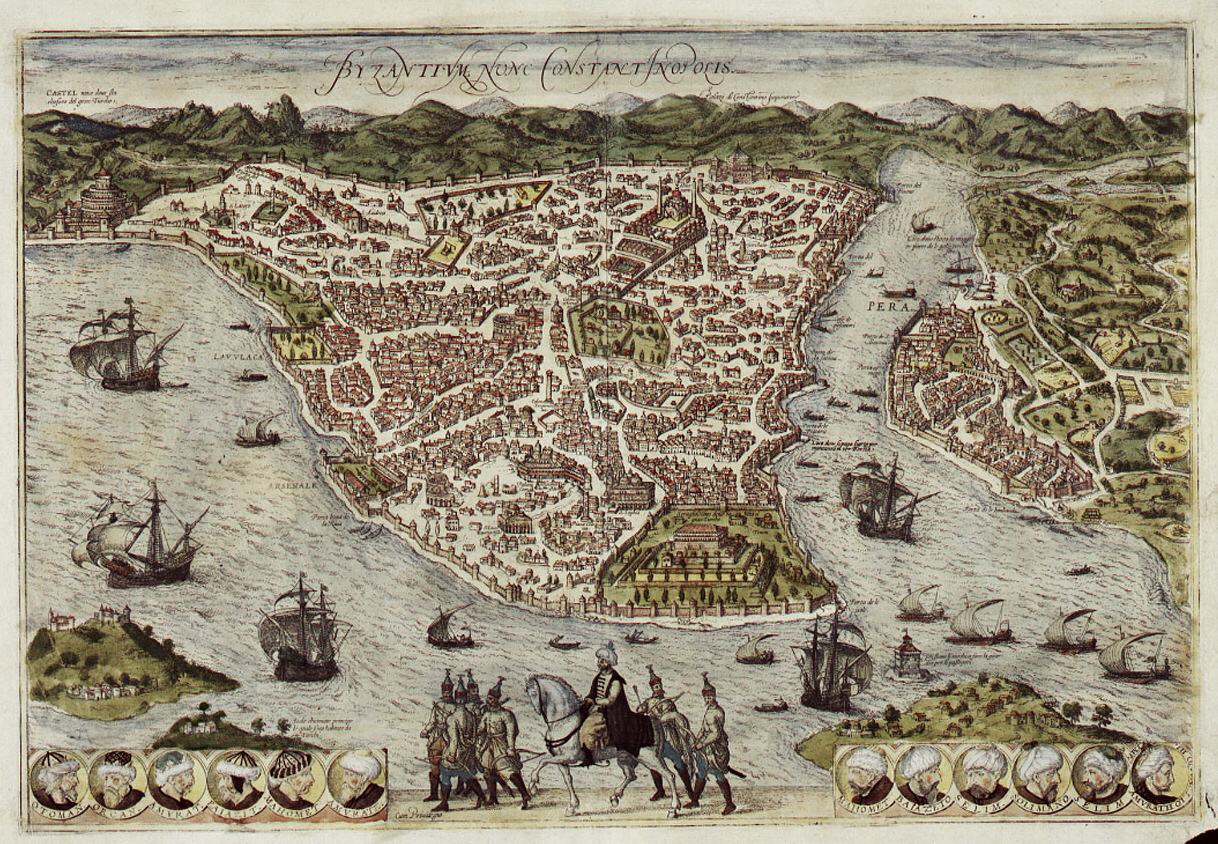
In Istanbul hatte der Muhtasib im 17. Jh. seinen Sitz an einer Schiffsanlegestelle am Goldenen Horn

Die Muhtasibs in den osmanischen Kerngebieten entstammten üblicherweise nicht der Klasse der Gelehrten, sondern waren Militärbeamte (çavuşlar). Der Muhtasib von Istanbul hatte im 17. Jahrhundert seinen Sitz im Çardak, einem Pavillon in der Nähe der Schiffsanlegestelle Yemiş am Goldenen Horn, an der das frische Obst angeliefert wurde. Galata und Üsküdar hatten eigene Muhtasibs. Ersterem unterstanden Stellvertreter in Beşiktaş und Tophane.
Was ihren Status anlangt, so lassen sich im 15. Jahrhundert noch zwei verschiedene Arten von Muhtasibs unterscheiden: solche, die über ein Tımar-Lehen versorgt waren, und solche, die Steuerpachtnehmer waren. Später wurde das Steuerpacht-System (iltizām) zum Regelfall. Dieses sah vor, dass das Amt jährlich neu vergeben wurde, wobei der Inhaber bei der Einsetzung einen Berât erhielt und anschließend einen bestimmten Betrag zahlen musste, der Bedel-i muqātaʿa genannt wurde. Sobald der Muhtasib im Amt war, konnte er eigene Steuern erheben, darunter die täglichen Ladenabgaben (yewmiyye-i dekākīn), die alle Lebensmittelverkäufer zu zahlen hatten, den Marktzoll (bâc-i pâzâr), der auf alle von außerhalb kommenden Waren erhoben wurde, die Stempel-Gebühr (damga resmi) und diverse Wäge- und Messgebühren. Für die Ladenabgaben wurde Istanbul in 15 qol genannte Steuerbezirke eingeteilt. Bei der Einziehung dieser Abgaben wurde der Muhtasib von den qol oğlānları unterstützt. Von den Ladenabgaben gingen Ende des 17. Jahrhunderts etwa drei Viertel an die Staatskasse, der Rest diente zur finanziellen Versorgung der vierzig aktiven sowie der pensionierten Ihtisāb-Mitarbeiter, zur Bezahlung der Miete des Çardak und zur Deckung laufender Kosten.
Schon im 15. Jahrhundert kam es vor, dass Muhtasibs, um das Geld für die Steuerpacht aufzubringen, mit Handwerkern Absprachen trafen, in der Weise, dass sie diesen gegen Entrichtung einer zusätzlichen Gebühr erlaubten, höhere Preise zu nehmen. Die Hohe Pforte versuchte immer wieder, derartige Praktiken zu unterbinden. Ein Erlass von Mehmed IV. aus dem Jahre 1680 für Istanbul besagt: „Wenn der Muhtasib mit den Leuten des Sūq Absprachen trifft oder nicht diejenigen überwacht, die weniger geben als für den festgesetzten Preis vorgesehen, soll er bestraft werden.“
Bis ins frühe 19. Jahrhundert bestand das Muhtasib-Amt in den osmanischen Kerngebieten im Wesentlichen unverändert fort. 1826 wurde es durch ein neues Statut, das İhtisāb ağalığı nizāmnāmesi, mit zusätzlichen Vollmachten ausgestattet, 1854 dann aber im Zuge der osmanischen Verwaltungsreformen abgeschafft.

#### In den arabischen Provinzen
Muhtasibs gab es während der osmanischen Zeit auch in mehreren arabischen Provinzstädten. In Jerusalem war der Muhtasib im 16. und 17. Jahrhundert einer der höchsten Beamten der Stadt. Er setzte in Absprache mit der politischen Autorität die Preise der Nahrungsmittel fest und war auch für die Versorgung der Stadt mit Mehl zuständig. Die Muhtasibs rekrutierten sich sehr häufig aus der Zunft der Metzger.
Besonders viele Informationen liegen über den Muhtasib in Kairo vor, wo das Amt vom Ende des 16. bis zum Ende des 18. Jahrhunderts in der Regel einem höheren Offizier der Tschāwuschīya übertragen war. Der Muhtasib wurde von einer Anzahl von Assistenten (aʿwān) unterstützt, die bei öffentlichen Auftritten sein Gefolge bildeten. Zu diesen Assistenten, die vom Muhtasib besoldet wurden, gehörten ein Schatzmeister (ḫaznadār), ein Schreiber (mubāšir), ein Wäger (wazzān) und verschiedene Assistenten, die die vom Muhtasib verhängten Strafen vollzogen. Der Zuständigkeitsbereich des Muhtasib war allerdings auf die Aufsicht über die Lebensmittelhändler beschränkt, deren Preise, Gewichte und Maße er kontrollierte. Auf Obst und Gemüse, das in die Stadt gebracht wurde, erhob er Gebühren, die er auf dem Markt einzog. Von den Kontrollrunden, die der Muhtasib durch Kairo machte, sind in der europäischen Reiseliteratur eindrucksvolle Berichte überliefert. Hoch zu Ross und in eine schwarze Robe gekleidet, ritt er mit seinem Gefolge und einer Janitschareneskorte durch die Stadt, wobei ihm der Wäger mit einer großen Waage vorauslief. Der Muhtasib machte bei verschiedenen Läden halt und ließ sich von ihren Besitzern Maße und Gewichte zeigen, um sie zu überprüfen. Wenn Maße oder Gewichte nicht korrekt waren, wurden die betreffenden Personen direkt bestraft. Der Muhtasib von Kairo hatte außerdem eine wichtige Kommunikationsfunktion, weil er Mitteilungen der Regierung durch Ausrufer der Bevölkerung bekanntmachte. Darüber hinaus leitete er die Zeremonie der Neumondsichtung (ru’yat al-hilāl), bei der der Beginn des Ramadan verkündet wurde.
Im Laufe der Zeit verlor das Muhtasib-Amt in Kairo aber zusehend an Autorität. Dies lag zum Teil daran, dass es seit dem 17. Jahrhundert immer wieder zu Fällen von Korruption und Schutzgelderpressung durch Muhtasibs kam. Ein weiterer Grund war, dass sich die Anzahl der Immunitätsbezirke, die der Kontrolle des Muhtasib entzogen waren, vergrößerte. So konnten sich beispielsweise die Juden gegen Zahlung eines Geldbetrages von den Besuchen des Muhtasib befreien. Hinzu kam, dass sich der Janitscharen-Agha im Laufe der Zeit immer mehr Kompetenzen des Muhtasib aneignete.
Nachdem 1805 Muhammad Ali Pascha die Herrschaft über Ägypten erlangt hatte, versuchte er, den Niedergang des Muhtasib-Amtes aufzuhalten. 1817 setzte er einen neuen Muhtasib in Kairo ein, den er mit sehr weitgehenden Vollmachten ausstattete, um die Händler zu disziplinieren. Dieser Muhtasib, der Mustafā Agha Kurd hieß, orientierte sich an den klassischen Hisba-Regeln und befahl 1818 den Einwohnern von Kairo, die Märkte und Straßen zu reinigen und die Erde, die sich auf ihnen abgelagert hatte, abzutragen.
Nach Edward William Lane, der sich zwischen 1825 und 1830 in Kairo aufhielt, hielt dieser Muhtasib gelegentlich Passanten an, die Lebensmittel gekauft hatten, und fragte sie nach dem Preis, den sie bezahlt hatten, um auf diese Weise Händlern, die sich nicht an die festgesetzten Preise hielten, auf die Schliche zu kommen. Gegen Delinquenten ging er äußerst brutal vor. So ließ er einem Fleischer, der einem Kunden zu wenig Fleisch gab, das fehlende Stück aus seinem Rücken herausschneiden, und einen Kunāfa-Bäcker, der seine Kunden betrogen hatte, auf seiner eigenen Kunāfa-Pfanne rösten. Anderen Delinquenten ließ er die Ohrläppchen abschneiden. Ansonsten war die Auspeitschung die geläufige Art der Bestrafung durch den Muhtasib. 1837 wurde das Amt im Zuge einer Verwaltungsreform jedoch endgültig in Ägypten abgeschafft.

### … in Iran von den Safawiden bis zu den Kadscharen

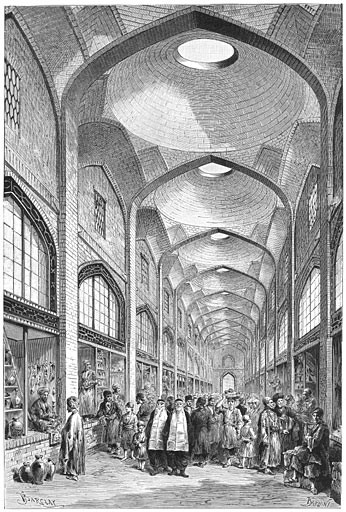
Karīm Chān Zand (1760–1779) errichtete nicht nur diesen Vakil-Basar in Schiras, sondern stattete auch alle iranischen Städte mit Muhtasibs aus.

Unter den frühen Safawiden hatten fast alle größeren Städte einen Muhtasib. Der oberste Muhtasib des Reiches wurde als muḥtasib al-mamālik („Muhtasib des Reiches“) bezeichnet. Seine Hauptaufgabe war die Preisfestsetzung. Gemäß dem safawidischen Verwaltungshandbuch Tadhkirat al-mulūk von ca. 1725 sollten die Vorsteher jeder Gilde von Isfahan monatlich eine Vereinbarung über die Preise der von ihnen verkauften Produkte zur Genehmigung an den Muhtasib al-Mamālik senden. Der Muhtasib sollte Stellvertreter in den verschiedenen Landesteilen einsetzen, die in seinem Auftrag sicherstellten, dass die Handwerksgilden ihre Güter zu den festgelegten Preisen verkauften. Handwerker, die sich nicht an die vom Muhtasib bestätigten Preisfestsetzungen hielten, sollten mit einer Schandmaske (tachta-kulāh) herumgeführt werden. Jean Chardin, der in spätsafawidischer Zeit durch Persien reiste, berichtet, dass in Isfahan die Preise tatsächlich jeden Samstag durch den Muhtasib festgelegt wurden und jeder Verkäufer, der höhere Preise verlangte, schwer bestraft wurde. Er gibt auch an, dass es bei der Festlegung der Preise zu Bestechungen kam und Verkäufer dem Muhtasib Geschenke machten, um ihn dazu zu bringen, die Preise auf einem möglichst hohen Niveau festzulegen. Den Unterhalt des Muhtasib von Isfahan bildete eine Gebühr, die verschiedene Geschäfte und Zünfte an ihn entrichteten.
Gegen Ende der Safawidenzeit erlebte das Muhtasib-Amt einen Niedergang, als andere Amtsträger wie Dārūgha und Kalāntar sich zunehmend in die Amtsgeschäfte des Muhtasib einmischten. Diejenigen seiner Aufgaben, die mit Verstößen gegen die Scharia zu tun hatten, wurden immer häufiger vom Dārūgha übernommen. Unter der kurzlebigen Zand-Dynastie wurde das Amt aber erneut gestärkt. Es wird überliefert, dass Karīm Chān Zand (reg. 1760–1779) in jeder Stadt einen Muhtasib einsetzte, „der sich um die Korrektheit und Stimmigkeit der Maße und Gewichte, der Warenpreise, von Handel und Wandel in der Stadt kümmerte“. Edward Scott Waring, der um 1802 Schiras besuchte, berichtet, dass der Muhtasib, der dem dortigen Darūgha untergeordnet war, Personen bei Verwendung falscher Gewichte sogar mit dem Tode bestrafte.
ʿAbdallāh Chān Amīn ad-Daula, von 1827 bis 1834 Großwesir unter dem Kadscharen-Herrscher Fath Ali Schah, schaffte das Muhtasib-Amt erstmals ganz ab. Das Verschwinden des Muhtasib aus den iranischen Städten wird auch durch Berichte europäischer Reisender bestätigt. Allerdings wurde das Amt unter Nāser ad-Din Schah Anfang der 1860er Jahre in einer säkularisierten Form noch einmal neu belebt. C.J. Wills, der Iran in den frühen 1880er Jahren besuchte, berichtet, dass falsche Maße und Gewichte von den Muhtasibs zerbrochen und verfaulte und verdorbene Lebensmittel von ihnen beschlagnahmt wurden. Handwerker mussten eine spezielle Ihtisābiya-Steuer abführen. In Teheran war das Amt als Idāra-yi iḥtisāb („Iḥtisāb-Verwaltung“) bekannt, beschränkte sich aber im Wesentlichen auf die Stadtreinigung. Die Muhtasibs und die Ihtisābīya-Steuer wurden erst 1926 im Zuge der allgemeinen Verwaltungsreform von Reza Schah Pahlavi abgeschafft.

### … im Mogulreich

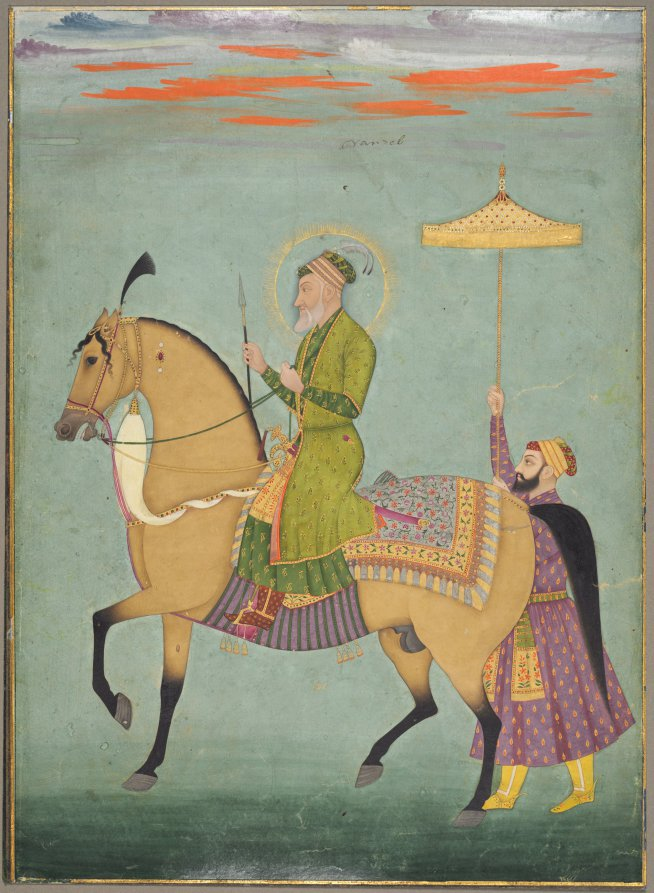
Unter dem Mogulherrscher Aurangzeb (reg. 1658–1707) wurden zahlreiche indische Städte mit Muhtasibs ausgestattet.

Im frühen Mogulreich, das in der Nachfolge der Timuriden stand und sich über große Teile Indiens erstreckte, spielte das Muhtasib-Amt zunächst keine große Rolle. Das Munšaʾāt-i Namkīn, ein Verwaltungshandbuch aus der Zeit von Akbar I. (1556–1605), enthält zwar eine anonyme Ernennungsurkunde für einen Muhtasib, in dem diesem eine ganze Anzahl von Aufgaben übertragen werden (darunter auch die Reparatur der Moscheen), doch finden sich in den Chroniken der Zeit kaum Nachrichten über das Wirken von offiziellen Muhtasibs.
Größere Bedeutung erhielt das Amt erst unter Aurangzeb (reg. 1658–1707). Er übertrug kurz nach seiner Inthronisierung dem aus Transoxanien stammenden Gelehrten Mullā ʿIwaz Wadschīh, der schon unter seinem Vater Schah Dschahan als Mufti gedient hatte, das Amt des Armee-Muhtasibs (iḥtisāb-i ʿaskar). Zeitgenössische Geschichtsschreiber wie Muhammad Kāzim (gest. 1681) erklären diese Maßnahme mit Aurangzebs Interesse am Islam, seiner Frömmigkeit und seinem Bestreben, verbotene Bräuche und Belustigungen zu eliminieren, aus seinem Reich eine „dauerhafte Heimstätte für die göttlichen Gebote“ zu machen und das von Mohammed übermittelte Gesetz zu verbreiten. Der Historiograph Mustaʿidd Chān (gest. 1723) urteilte, dass es niemanden gab, der das Amt des Muhtasib mit solcher Ernsthaftigkeit, Härte und Schärfe ausübte und dabei so viele „Häuser des Lasters und der Ausschweifung“ (abniya-yi fisq u fuǧūr) zerstörte wie Mullā ʿIwaz Wadschīh. Er behielt diesen Posten bis zum Oktober 1663, danach folgten ihm bis zum Ende der Herrschaft Aurangzebs noch vier andere Gelehrte in diesem Amt nach.
Aurangzeb ließ außerdem in allen Provinzen seines Reiches einen kaiserlichen Befehl (yarlīġ) verbreiten, der anordnete, die Begehung unsittlicher und verbotener Handlungen nach den Regeln des Muhtasib-Amtes zu bekämpfen. Chroniken bezeugen, dass in dieser Zeit Muhtasibs in den Städten Jodhpur, Ajmer, Amber, Ahmadabad und Patan eingesetzt wurden. Auch die 1686 bzw. 1687 neu eroberten Städte Bijapur und Hyderabad wurden mit Muhtasibs ausgestattet. Die Einsetzung erfolgte üblicherweise durch das Amt des Sadr entsprechend einem kaiserlichen Dekret (sanad). Die Muhtasibs waren jeweils dem Faujdar unterstellt und mussten ihm regelmäßig ihre Aufwartung machen. Sie konnten Personen nur dann inhaftieren, wenn sie dazu seine Erlaubnis hatten. In manchen Fällen hatte ein und dieselbe Person den Posten des Qādī, Muhtasib und Chatīb in mehreren Distrikten inne. In Ajmer war das Muhtasib-Amt mit dem Posten des Lehrers an der Madrasa des Heiligtums von Muinuddin Chishti verbunden. Nach dem Tode des ersten Amtsinhabers wurde es in dessen Familie weitervererbt.
Die bedeutenden Muhtasibs des Mogulreichs waren in das Mansab-System integriert. Mullā ʿIwaz zum Beispiel, der Hof-Muhtasib von Aurangzeb, hatte den Rang von 1000 zat und 200 Reitern (sawār), der Muhtasib von Gujarat den Rang von 250 zat und zehn Reitern. Die Muhtasibs der einzelnen Städte erhielten je nach Größe des Ortes Dotationen in Bargeld und Ländereien. Der Muhtasib von Ahmadabad zum Beispiel bekam ein monatliches Gehalt von 25 Rupien, derjenige von Ajmer eine Rupie pro Tag.
Wie in anderen Staaten hatten die Muhtasibs im Mogulreich personelle Unterstützung. Mullā ʿIwaz Wadschīh, dem Hof-Muhtasib von Aurangzeb, stand eine Anzahl von Mansabdārs zur Seite. Sie sollten ihn bei der Wahrnehmung seiner Aufgaben unterstützen und gegen diejenigen vorgehen, die sich den von ihm getroffenen Maßnahmen widersetzten. Die Muhtasibs der Städte wurden auf gleiche Weise von ein paar Berittenen aus den Truppen der Gouverneure begleitet oder hatten Fußsoldaten zu ihrer Unterstützung. Außerdem enthielten die Ernennungsurkunden der Muhtasibs häufig die Anweisung an die lokalen Beamten, ihn im Bedarfsfall zu unterstützen.

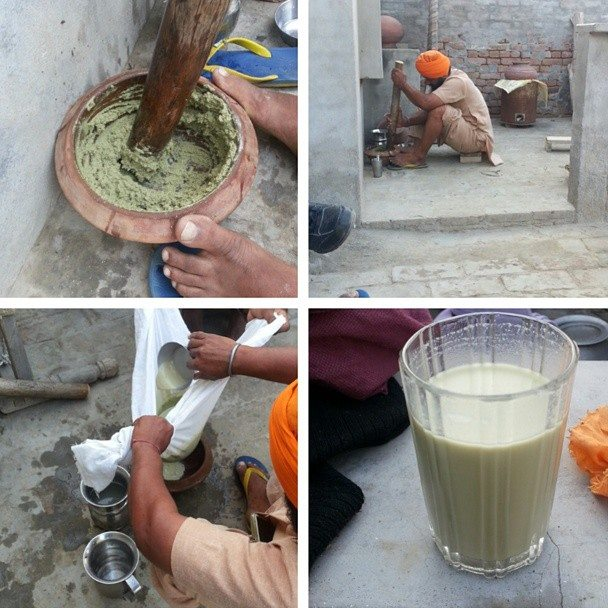
Bhang-Herstellung im Punjab

Eine der wichtigsten Aufgaben der Muhtasibs unter Aurangzeb war die Durchsetzung des Verbots berauschender Getränke. Sie sollten gegen den Konsum und Verkauf sowohl von Wein, als auch von Bhang und Boza vorgehen. Niccolò Manucci, der sich Ende des 17. Jahrhunderts in Indien aufhielt, berichtet, dass man fast jeden Morgen hörte, dass irgendwo Schüsseln und Pfannen, die der Herstellung des Bhang-Getränks dienten, von Helfern des Muhtasibs zerschlagen wurden.
Auch die Durchsetzung des Musikverbots, das 1667 durch Aurangzeb in einem Ferman bekräftigt worden war, spielte in der Aktivität der Muhtasibs eine wichtige Rolle. Da in sufischen Kreisen Musikaufführungen sehr beliebt waren, insbesondere zum Anlass des Prophetengeburtstags, hatten die Muhtasibs allerdings große Schwierigkeiten, dieses Verbot auch wirklich durchzusetzen. Aus Ahmedabad ist ein Fall bezeugt, in dem ein Sufi-Scheich des Chishtiyya-Ordens mit seinen Anhängern so heftigen Widerstand gegen den Muhtasib leistete, dass dieser seinen Plan, das Musikverbot durchzusetzen, schließlich aufgeben musste. Auch in Ajmer, dem Zentrum des Chishtiyya-Ordens, kam es einmal zu einem gewaltsamen Konflikt, als ein Muhtasib von außerhalb der Stadt beim ʿUrs-Fest Qauwālī-Musiker festnehmen wollte.
Eine weitere Aufgabe der Muhtasibs war die Bekämpfung der Prostitution. In Ajmer ging der Muhtasib nicht nur gegen Prostituierte, sondern auch gegen Tanzmädchen (kanchanis) vor. Die Muhtasibs spielten auch eine gewisse Rolle bei der Niederhaltung der Hindus. So wird berichtet, dass nach der Eroberung von Golkonda im Jahre 1687 ʿAbd ar-Rahīm, der Muhtasib von Hyderabad, beauftragt wurde, die nicht-islamischen Riten und Ketzereien, die sich unter der Herrschaft von Abū l-Hasan Qutb-Schāh verbreitet hatten, aus der Stadt zu eliminieren, die Hindu-Tempel zu zerstören und an ihrer Stelle Moscheen zu errichten.

### … im Kalifat von Sokoto

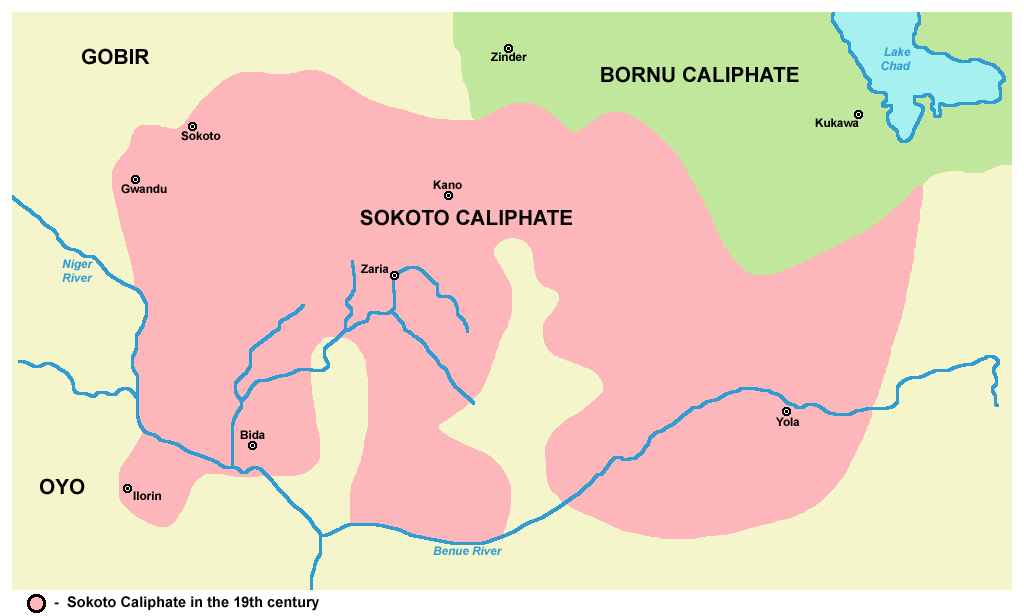
Sokoto-Kalifat im 19. Jahrhundert

In Westafrika wurde das Muhtasib-Amt erstmals während des Kalifats von Sokoto eingeführt. Der erste Kalif Uthman Dan Fodio (reg. 1807–1817) setzte den Muezzin Muhammad Julde als Muhtasib ein, der dieses Amt bis zu seinem Tod unter ʿAlī ibn Bello (reg. 1842–1859) versah. Abdullahi dan Fodio, der Bruder Uthmāns, verfasste eine eigenständige Schrift über die Ausübung der Hisba mit dem Titel Ḍiyāʾ ahl al-iḥtisāb alā ṭarīq al-sunna wa al-ṣawāb, in der er sich an al-Ghazālī anlehnte. Im Gegensatz zu al-Ghazālī war er allerdings der Auffassung, dass der Muhtasib auch in Privathäusern begangene Vergehen verfolgen dürfe, dann nämlich, wenn eine Beschwerde bei ihm eingegangen sei.

### … im Emirat Buchara und in Russland

Emirat Buchara um 1900

Für das Emirat Buchara ist die Existenz eines Muhtasib bereits für die Regierungszeit von Amīr Dāniyāl Biy (reg. 1758–1785) belegt. Unter Schāh Murād (reg. 1785–1800), der sehr religiös war, wurde das Amt dann stark ausgebaut. Ein Chronist berichtet, dass er in der ganzen Stadt und in allen Gebieten Bucharas vollkommene Muhtasibs (muḥtasibān-i kāmil) einsetzte und sie damit beauftragte, die Menschen in die Moscheen zu holen und den Unwissenden unter ihnen die religiösen Pflichten und Gebote beizubringen. Sein Sohn und Nachfolger Amīr Haidar (reg. 1800–1826) übernahm das Amt in der von seinem Vater erweiterten Form und vergab es als das „Amt des Muhtasib über die Staatsbediensteten und das Volk“ (iḥtisāb-i sipāhī u fuqarā). Europäische Reisende berichten, dass zu Anfang des 19. Jahrhunderts in Buchara Händler und Kunden tatsächlich nachmittags gewaltsam zum Gebet zusammengetrieben wurden.
Das Muhtasib-Amt bestand in Buchara noch bis 1920 weiter. Aus der Zeit kurz nach der Februarrevolution 1917 ist eine Ernennungsurkunde erhalten, in der der letzte Herrscher des Emirats, Mīr ʿAlīm Chān, dem neuen Muhtasib neben religiöse und ökonomischen auch richterliche Aufgaben zuwies. Zu den religiösen Aufgaben gehörte, dass er die Bevölkerung zur Teilnahme am Freitagsgebet und die Kinder zum Besuch der Koranschule (maktab) anhalten und gegen Glücks- und Schachspieler sowie Konsumenten von Wein und anderen berauschenden Getränken vorgehen sollte. Daneben war er aber auch für die Maße und Gewichte und für die Reinlichkeit der Geräte der Fleischer und Seifensieder zuständig. Bei der Bestrafung von Delinquenten sollte er die Standesunterschiede zwischen den Vornehmen, Mittleren und Niedrigen berücksichtigen. Zu den richterlichen Aufgaben gehörte, dass er auch für Eheschließungen, Erbfälle und Rechtsstreitigkeiten zuständig war. So sollte er bei Eheschließungen die Eheverträge aufsetzen und dafür sorgen, dass in diese nicht mehr als die zwei anerkannten Bedingungen für die Auflösung der Ehe durch die Frau (sechs Monate Abwesenheit des Mannes, unzulässiges Schlagen der Frau durch den Mann) aufgenommen werden. Für die Eheverträge konnte er Gebühren erheben. Bei Erbfällen hatte er das Erbe unter den Pflichterben zu verteilen. Bei Rechtsstreitigkeiten sollte er die Prozessparteien vorladen und gemäß der Scharia ein Urteil fällen.
In Russland wurde nach der Gründung der Orenburger Mohammedanischen Geistlichen Versammlung (Orenburgskoje magometanskoje duchownoje sobranije; OMDS) im Jahre 1789 ein Verwaltungsapparat von muslimischen Geistlichen geschaffen, zu dem auch 51 Muhtasibs gehörten. Sie waren jeweils für eine bestimmte Region zuständig und hatten die richterliche Tätigkeit der dort tätigen Imame in Personenstandsangelegenheiten zu überwachen. Als Muchtasibate existieren diese administrativen Einheiten innerhalb der verschiedenen muslimischen Geistlichen Verwaltungen Russlands bis heute weiter.

### … in Marokko
In Marokko ist das Muhtasib-Amt nach dem Mittelalter erst wieder um die Wende zum 20. Jahrhundert belegt. In dieser Zeit hatten die meisten größeren Städte des Landes einen Muhtasib, ihre Einsetzung erfolgte durch den Sultan. Fès hatte sogar zwei Muhtasibs, einen für Fès el Bali und einen für Fès el-Djedid. Derjenige von Fès el Bali war Si Muhammad at-Tāzī, ein Bruder des Finanzministers. Er hatte einen Verschlag in der Medina, zu dem er aber nur selten kam. Seine Gerichtssitzungen hielt er vor der Tür seines Privathauses ab. Eugène Aubin beschreibt, dass das gesamte wirtschaftliche Leben in den marokkanischen Städten in dieser Zeit vom Muhtasib kontrolliert wurde. Nach dem Gouverneur und dem Qādī war er der wichtigste Beamte. Im Volksmund wurde er el-fdouli („der Neugierige“) genannt, weil er sich in alle Sachen einmischen durfte. Er legte die Preise von Mehl, Butter, Seife, Honig, Fleisch, Kohle und sogar von Süßgebäck fest, wobei die Preise manchmal bis zu zwei Mal pro Tag angepasst wurden. Außerdem überwachte er die öffentlichen Bäder, führte die Aufsicht über die Handwerkerzünfte, kontrollierte die Qualität der Waren und hatte die Jurisdiktionskompetenz für alle Handelsgeschäfte. Bei seiner Rechtsprechung stützte er sich auf das Urteil von Sachverständigen aus den verschiedenen Sūqs.
Wichtigste Strafmaßnahme des Muhtasib war das öffentliche Herumführen der Delinquenten, bei dem sie laut ihr Vergehen ausrufen mussten. In Fès hatte der Muhtasib außerdem das Recht, Bürger zu inhaftieren, doch wurde 1895 durch ein königliches Dekret die höchstmögliche Haftstrafe auf zwei Tage beschränkt. In einer Ernennungsurkunde aus dem Jahre 1912 wird der Muhtasib von Fès al Bali beauftragt, Betrügern und denjenigen, die nicht volles Maß geben, „auf die Hände zu hauen“.
Der Muhtasib erhielt für seine Dienste keine Entlohnung von staatlicher Seite, sondern wurde durch die Handwerker selbst bezahlt. Die Müller hatten dem Muhtasib in Fès monatlich sechs Peseten zu entrichten, die Grieß- und Brotverkäufer 60 Uqiya, die Fleischer 0,25 Peseta pro geschlachtetes Schaf und zwei Pfund Fleisch pro Tag. Außerdem erhielt der Muhtasib Gebühren für die Eichung von Gewichten und Maßen.

#### Das Amt während der Protektoratszeit
Nach der Errichtung des französischen Protektorats über weite Teile Marokkos führten rechtliche und politische Entwicklungen dort zu einer Marginalisierung der Muhtasibs: 1914 wurde durch ein königliches Dekret die Zuständigkeit für die Qualitätskontrolle der Lebensmittel und die Bekämpfung des Betrugs im Warenhandel den französischen Justizbehörden übertragen, ein Dekret aus dem Jahre 1917 unterstellte die Muhtasibs den Gouverneuren, die ihrerseits mit der Aufsicht über die Handwerkerzünfte betraut wurden, und 1918 wurde die Zuständigkeit der Muhtasibs auf die Festlegung der Preise von Lebensmitteln beschränkt. In einem französischen Bericht über die Zünfte Marokkos aus dem Jahr 1923 wird beschrieben, dass in vielen marokkanischen Städten die Preisfestlegung der Muhtasibs im Einverständnis mit den Bevollmächtigten (umanāʾ) der verschiedenen Berufsgruppen erfolgte.
In den 1930er Jahren gab es Überlegungen, das Muhtasib-Amt wieder aufzuwerten. So sollte nach dem Plan de Réformes marocaines, den 1934 das marokkanische Aktionskomitee der französischen Regierung dem marokkanischen Sultan Mohammed V. und dem französischen Generalresidenten vorlegte, Mohtaceb der Titel derjenigen marokkanischen Beamten sein, die an der Spitze der Stadtverwaltungen stehen. Der Plan wurde aber nicht umgesetzt. Die Unzufriedenheit der lokalen Händler und Handwerker mit der bestehenden Situation führte allerdings dazu, dass 1938 bei einheimischen Waren die Zuständigkeit für die Bekämpfung von Betrug wieder dem Muhtasib übertragen wurde.

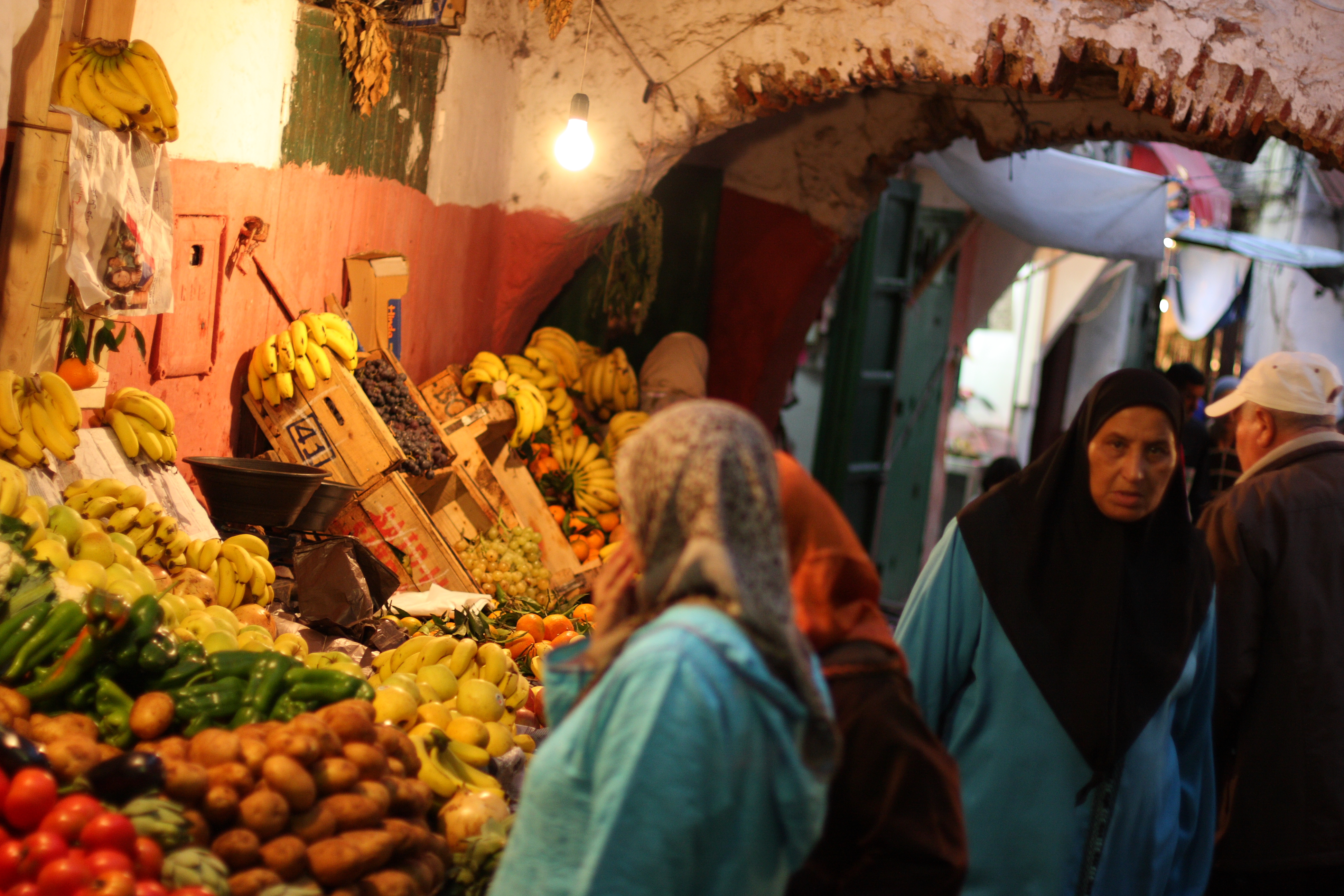
Der Lebensmittelmarkt von Tétouan, der heute noch von einem Muhtasib überwacht wird

In Tétouan, der Hauptstadt von Spanisch-Marokko, spielte der Muhtasib noch bis in die 1950er Jahre eine wichtige Rolle im wirtschaftlichen Leben. Er führte die Warenkontrolle durch und hatte die Aufsicht über 38 Zünfte mit insgesamt 4000 Personen, die er, so wie es die andalusischen Hisba-Handbücher vorsehen, durch Bevollmächtigte (umanāʾ) kontrollierte. Die Bevollmächtigten wurden zwar von den Zünften vorgeschlagen, jedoch von ihm ernannt. Alles, was mit Arbeitsüberwachung, Reklamationen, Zahlungs- und Lieferungsverzögerungen, Schlichtung und Bestrafung zusammenhing, war Domäne des Muhtasib, der seine Dienststelle in einem neueren Gebäude am Tétouaner Marktplatz El-Ghersa el-Kebīra hatte und hier als Schnellrichter fungierte. Diejenigen Handwerker, die aufgrund von Betrug oder Unvermögen nicht vertrauenswürdig waren, entfernte er aus den Zünften. Auf den Märkten ahndete der Muhtasib jede Art ungesetzlicher Geschäftsführung und setzte im Einvernehmen mit Verkäufern und Sachverständigen die Preise der einzelnen Marktartikel fest, wobei er den Verkäufern einen Gewinn von 20 Prozent gestattete. Außerdem unterhielt er ein Fundbüro und fungierte als Badehausinspektor. Aufwertung erfuhr das Amt zusätzlich dadurch, dass dem Muhtasib 1941 das Präsidium in der Städtischen Versammlung (Junta municipal) übertragen wurde. Amtsinhaber in den 1950er Jahren war ein vom Makhzen ernannter Vertrauensmann ohne juristische Ausbildung. Er hatte einen Stellvertreter, einen Sekretär, einen Hilfsschreiber und sieben Marktpolizisten. Daneben unterstanden ihm ein ehrenamtlicher Marktbevollmächtigter (amīn as-sūq), der den Verkäufern die Plätze für ihre Stände zuwies und diesbezügliche Streitigkeiten schlichtete, sowie ein Getreidemesser (kaiyāl), der den Getreidemarkt kontrollierte.

#### Das Muhtasib-Gesetz von 1982
Nach der Unabhängigkeit Marokkos verlor das Muhtasib-Amt stark an Bedeutung, doch wurde es 1982 nach Brotunruhen im Vorjahr mit dem „Gesetz 02-82 über die Zuständigkeiten des Muhtasib und der Bevollmächtigten der Korporationen“ in prestigeträchtiger Weise wiederbelebt. Dem Muhtasib wurde durch dieses Gesetz die Aufgabe übertragen, die Preise und Qualität bestimmter Produkte und Dienstleistungen zu kontrollieren, über die Redlichkeit der Handelsgeschäfte und die öffentliche Hygiene zu wachen sowie im öffentlichen Raum begangene Handlungen, die gegen die guten Sitten verstoßen, den Behörden zu melden. Bei Verfehlungen sieht das Muhtasib-Gesetz vor allem Geldstrafen vor. Artikel 6 bestimmt als Höchstgrenze für Geldstrafen 50.000 Dirham. Bei schweren Verfehlungen oder Wiederholungsfällen kann der Muhtasib außerdem den Betrieb bis zu einer Dauer von sechs Tagen schließen.
Bei der Ernennung der ersten Muhtasibs einen Tag nach der Bekanntmachung des Gesetzes bekräftigte König Hassan II. die Beziehung des neu geschaffenen Amtes zu der klassischen islamischen Institution. Ausgewogenheit und das heilige Buch des Korans, so betonte er, sollten die beiden einzigen Waffen der neuen Amtsinhaber sein. Als Verfahren für die Ernennung wurde festgelegt, dass für jeden Posten die betreffenden Stadträte und Berufskammern eine Liste mit drei Namen vorlegen sollten, von denen der König dann einen auswählen würde. Das Gesetz sieht Vertrauensleute für die Innungen vor, denen der Muhtasib vorstehen soll, orientiert sich also an der andalusischen Hisba-Ordnung. Der Muhtasib ist befugt, Ermittlungen durchzuführen, also beispielsweise bei der Qualitätskontrolle von Lebensmitteln Proben zu nehmen, um Analysen durchführen zu lassen.
Die konkreten Produkte und Dienstleistungen, für deren Kontrolle der Muhtasib zuständig ist, sollten von Verordnungen bestimmt werden, doch sind diese nie erlassen worden. Heute gibt es einen Muhtasib in allen größeren marokkanischen Städten. Das Amt wird von älteren, verdienten Funktionären ausgeübt, hat jedoch nur geringe praktische Bedeutung.

### … in der indonesischen Provinz Aceh

Lage der teilautonomen Provinz Aceh in Indonesien

In der indonesischen Provinz Aceh, die 2005 Teilautonomie erlangte, wurde das Muhtasib-Amt im Zuge der Einführung der Scharia reaktiviert. 2006 wurde hier die Funktion des Dorf-Muhtasib (muhtasib desa) geschaffen, der in ländlichen Gebieten für die Durchsetzung der Scharia-Ordnung auf lokaler Ebene verantwortlich ist. Der Dorf-Muhtasib ist hierbei ein Dorfbewohner, der vom Dorfoberhaupt (geucik) in seine Funktion eingesetzt wird und diese ehrenamtlich wahrnimmt. Die einzelnen Dorf-Muhtasibs werden in den Distrikt-Büros der staatlichen Scharia-Agentur (Dinas Syariat Islam) ausgebildet und erhalten von dieser Behörde eine Zertifizierung.

## Kulturgeschichtliche Beziehungen zu Ämtern außerhalb des Islams

### Die Frage der antiken Vorläufer des Muhtasib-Amtes
Die Forschung zum Muhtasib hat sich in der Vergangenheit viel mit der Frage befasst, ob das Amt antike Ursprünge hat. Maurice Gaudefroy-Demombynes erklärte sich 1939 in einem Aufsatz überzeugt, dass der abbasidische Muhtasib eine islamisierte Version des römischen Ädils sei. 1947 bekräftigte er in einer Rezension diese These und stellte außerdem eine Verbindung zum byzantinischen Amt des agoranomos her.
Die These einer historisch-genetischen Beziehung zwischen Agoranomos und Muhtasib wurde in den folgenden Jahren wiederholt von verschiedenen anderen Wissenschaftlern aufgegriffen. Georges Marçais deutete den Muhtasib als typisches Element der Islamischen Stadt: So wie beim kulturellen Übergang von der griechischen Antike zum Islam die Freitagsmoschee die Rolle des Forums als Zentrum des öffentlichen Lebens übernommen habe, habe der Muhtasib den Agoranomos beerbt. In beiden Fällen hätten Institutionen, die ursprünglich rein weltlich waren, im Islam eine zusätzliche religiöse Dimension erhalten. Joseph Schacht vertrat die Auffassung, dass die Muslime zunächst von den Byzantinern das Amt des Agoranomos übernommen und dieses mit den Begriffen ṣāḥib as-sūq oder ʿāmil as-sūq („Herr/Inspektor des Marktes“) übersetzt hätten. In der frühen Abbasidenzeit habe sich daraus das islamische Amt des Muhtasib entwickelt.
Schon 1970 sprach sich indessen Benjamin R. Foster in einem Aufsatz gegen die These von einer Beziehung zwischen Agoranomos und Muhtasib aus. Da es in der römischen und byzantinischen Zeit zahlreiche Ämter gab, die ähnliche Aufgaben wie der Muhtasib wahrnahmen, gebe es keinen Grund, den Muhtasib speziell auf den Agoranomos zurückzuführen. Der Begriff agoranomos sei zudem in Syrien und Ägypten in der Zeit vor dem Beginn der islamischen Herrschaft nicht geläufig gewesen. Von daher sei es unmöglich, eine Beziehung zwischen Agoranomos und Muhtasib anzunehmen. Foster sah den Muhtasib eher in der Tradition des römischen Ädils. Ernst Klingmüller, der die Beziehung zwischen Muhtasib und Agoranomos 1975 ebenfalls in einem Aufsatz thematisierte, zog dort auch Parallelen zu verschiedenen anderen Ämtern wie dem Defensor civitatis des spätantiken Römischen Reichs. Er meinte, dass sich in den ersten islamischen Jahrhunderten eine „administrative Amalgamierung dieser Verwaltungsinstitution“ vollzogen habe. Erst im Zuge dieses Wandlungsprozesses und durch Rückbeziehung auf den „religiös neu angereicherten Begriff der hisba“ sei das Muhtasib-Amt entstanden.
Daniel Sperber lenkte 1977 die Aufmerksamkeit auf die sprachliche Ähnlichkeit zwischen muḥtasib und ḥashban, einem Begriff, den die palästinensischen Juden in der Spätantike für den Marktinspektor verwendeten. Nach Ansicht von Daniel Sperber ist muḥtasib eine Lehnübersetzung des Begriffs ḥashban. Ḥashban wiederum betrachtete er als eine Lehnübersetzung für das griechische Wort logistés („Rechnungsrevisor“), das in der griechischen Antike für den Marktinspektor verwendet wurde und als Synonym für den Begriff agoranomos diente. Zwischen den drei Begriffen muḥtasib, ḥashban und logistés sah er insofern eine enge Beziehung, als sie alle drei eine Person bezeichnen, die etwas berechnet und für den Markt zuständig ist. Gestützt auf Sperbers Ausführungen, kehrten in den nachfolgenden Jahren William Floor und Patricia Crone zu der These von dem Agoranomos als Vorläufer des Muhtasib zurück. Sie modifizierten diese These allerdings insofern, als sie nicht mehr wie Schacht den ṣāḥib as-sūq als das entscheidende Bindeglied zwischen Agoranomos und Muhtasib betrachteten, sondern wie Sperber annahmen, dass die Entwicklung vom agoranomos über den logistés zum ḥashban und schließlich zum muḥtasib führte.
Gegen die These von dem ḥashban als Vorbild für den Muhtasib spricht allerdings, dass die ersten sicheren Belege für das Muhtasib-Amt aus dem Irak stammen, während der ḥashban-Begriff in Palästina verwendet wurde. Der Muhtasib bleibt außerdem insofern eine neue Institution des Islams, als sich in der Antike Beamte, die wie er die Befolgung kultischer Pflichten und die Einhaltung der öffentlichen Moral überwachten, kaum finden lassen.

### Übernahme des Muhtasib-Amtes in christlichen Staaten

#### Mathessep und Mustasaf
Das Amt des Muhtasib war zur ayyubidischen Zeit bereits so fest in den städtischen Ordnungen des Vorderen Orients etabliert, dass es im 13. Jahrhundert auch in benachbarten Kreuzfahrerstaaten übernommen wurde, so in der Stadt Tyros und im Königreich Zypern. In den Assisen von Jerusalem erscheint es unter der Bezeichnung mathessep.
Das Muhtasib-Amt wurde außerdem unter der Bezeichnung Almotacén bzw. Mustasaf nach der Reconquista von den christlichen Herrschern Spaniens übernommen. Der Mustasaf im christlichen Königreich Valencia war für eine Anzahl von Polizeifunktionen zuständig, die auch die Marktaufsicht und die Kontrolle der öffentlichen Moral und der religiösen Gebote einschloss. Ähnlich wie der andalusische Muhtasib wählte sich der Mustasaf aus allen Handwerkergruppen Inspektoren, die ihn bei seiner Arbeit unterstützten. Das Amt des Mustasaf, das eine exakte Kopie des Muhtasib war, wurde im 14. Jahrhundert noch in verschiedenen anderen ostspanischen Städten wie Barcelona und Vilafranca del Penedès eingeführt. Es entstand ein eigenes Genre von Mustasaf-Handbüchern, die die Bestimmungen aus den Hisba-Handbüchern zum Teil wörtlich übernahmen. Die große Bedeutung, die das Mustasaf-Amt in den christlichen Königreichen hatte, führte dazu, dass umgekehrt in den muslimischen Gemeinschaften dieser Territorien das Muhtasib-Amt noch an Bedeutung gewann.

#### Muhtasib und Ombudsman
Nach einer verbreiteten Ansicht geht auch das moderne Amt des Ombudsmanns indirekt auf den Muhtasib zurück. König Karl XII. von Schweden (1697–1718) soll bei seinem Aufenthalt im Osmanischen Reich die Institution des Muhtasib kennengelernt und nach diesem Vorbild in Schweden das Amt des Justizkanzlers geschaffen haben. Diesem wurde 1809 der vom Parlament bestellte Ombudsman zur Seite gestellt, der weitgehend parallele Befugnisse besaß.
Aufgrund des angenommenen historischen Zusammenhangs zwischen den beiden Ämtern wurde in Pakistan, als dort 1983 das Amt des Ombudsmans eingeführt wurde, für diesen der Titel Wafaqi Mohtasib gewählt. Der Federal Wafaqi Mohtasib, der bis heute als eigenständiges Amt existiert, wird vom Präsidenten für eine Periode von vier Jahren eingesetzt und hat die Aufgabe, Unrecht, das Personen durch staatliche Behörden widerfahren ist, aufzudecken und zu beseitigen. Die Behörde des Wafaqi Mohtasib unterhält Regionalbüros in allen Teilen des Landes und nimmt auch Online-Beschwerden entgegen. Neben dem Federal Wafaqi Mohtasib gibt es in Pakistan auch Muhtasibs auf Provinzebene. In der Northwest Frontier Province unternahm 2005 eine Allianz von den Taliban nahestehenden Parteien den Versuch, die Kompetenzen des Provinz-Muhtasibs im Sinne der klassischen Hisba-Lehre auszuweiten und ihm auch die Ahndung von Verstößen gegen die Scharia zu übertragen. Das Oberste Gericht Pakistans erklärte jedoch den diesbezüglichen Gesetzentwurf, der als „Hisba Bill“ bezeichnet wurde, für verfassungswidrig und wies den Provinzgouverneur an, ihn nicht zu unterschreiben.